# Copa Perú 2014
La Copa Perú 2014 fue la edición número 42 de la competición futbolística peruana a nivel nacional. Se disputó desde el mes de febrero en sus primeras etapas, en cada departamento del Perú, hasta el mes de diciembre, a nivel nacional.
Siendo el ganador del torneo el club Sport Loreto de Pucallpa el cual obtuvo el ascenso a la Primera División, dándole derecho a jugar el Campeonato Descentralizado 2015.
El subcampeón del torneo el club Unión Fuerza Minera de Putina obtuvo el derecho de participar en Segunda División del Perú, invitación que el club puneño finalmente rechazó.

## Etapa regional
Esta etapa con 54 equipos, se inició el día 20 de septiembre, luego de la finalización de la tercera etapa de la Copa Perú llamada "Etapa Departamental" que clasificará a dos equipos por cada Departamento del Perú. A estos equipos se les unirán Sport Águila, José María Arguedas y Academia Municipal por resolución de la CJ-FPF, y Sportivo Huracán, retirado de la Segunda División Peruana 2014. La etapa culminó el 29 de octubre con 16 clasificados.

### Región I
| Departamento | Club               | Ciudad                | Condición                |
| ------------ | ------------------ | --------------------- | ------------------------ |
| Amazonas     | Bagua Grande F. C. | Bagua Grande          | Campeón Departamental    |
| Amazonas     | Defensor Libertad  | Aramango              | Subcampeón Departamental |
| Lambayeque   | Nueva Alianza      | Chiclayo              | Campeón Departamental    |
| Lambayeque   | Sport Boys         | Tumán                 | Subcampeón Departamental |
| Piura        | Defensor La Bocana | Parachique            | Campeón Departamental    |
| Piura        | Atlético Grau      | Piura                 | Subcampeón Departamental |
| Tumbes       | Cristal Tumbes     | Tumbes                | Campeón Departamental    |
| Tumbes       | Defensor Bolívar   | San Juan de la Virgen | Subcampeón Departamental |

#### Grupo A

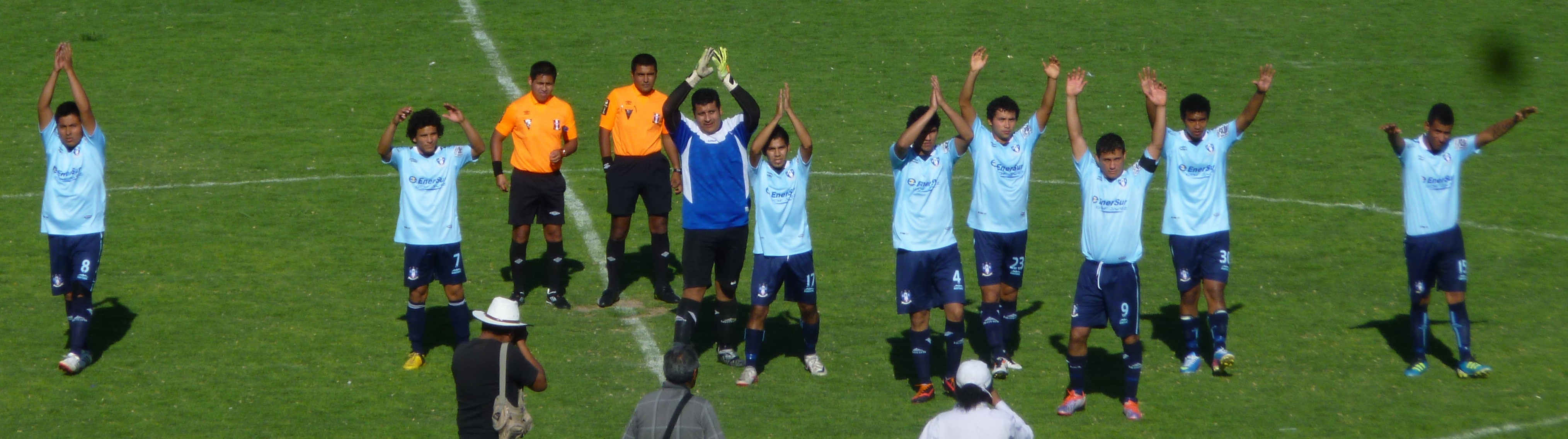
CD Enersur (Ilo-Moquegua)

| Equipo           | PJ | PG | PE | PP | GF | GC | DG | Pts |
| ---------------- | -- | -- | -- | -- | -- | -- | -- | --- |
| Bagua Grande FC  | 5  | 4  | 0  | 1  | 12 | 6  | +6 | 12  |
| Defensor Bolívar | 6  | 4  | 0  | 2  | 10 | 9  | +1 | 12  |
| Atlético Grau    | 5  | 2  | 0  | 3  | 6  | 7  | -1 | 6   |
| Nueva Alianza    | 4  | 0  | 0  | 4  | 2  | 8  | -6 | 0   |

##### Fixture - Grupo A
|            |             |          |                  |           |                  |
| Fecha      | Hora        | Ciudad   | Local            | Resultado | Visita           |
| 21/09/2014 | 11:30 a. m. | Chiclayo | Nueva Alianza    | 1 – 3     | Defensor Bolívar |
| 21/09/2014 | 14:30 p. m. | Piura    | Atlético Grau    | 2 – 3     | Bagua Grande FC  |
| 28/09/2014 | 15:30 p. m. | Tumbes   | Defensor Bolívar | 2 – 1     | Atlético Grau    |
| 28/09/2014 | 15:30 p. m. | Bagua    | Bagua Grande FC  | 2 – 0     | Nueva Alianza    |
| 01/10/2014 | 16:00 p. m. | Tumbes   | Defensor Bolívar | 4 - 0     | Bagua Grande FC  |
| 02/10/2014 | 16:00 p. m. | Chiclayo | Nueva Alianza    | 1 - 2     | Atlético Grau    |
| 08/10/2014 | 15:30 p. m. | Bagua    | Bagua Grande FC  | 1 - 0     | Atlético Grau    |
| 08/10/2014 | 16:00 p. m. | Tumbes   | Defensor Bolívar | 1 - 0     | Nueva Alianza    |
| 12/10/2014 | 14:30 p. m. | Piura    | Atlético Grau    | 1 - 0     | Defensor Bolívar |
| 15/10/2014 | 16:00 p. m. | Bagua    | Bagua Grande FC  | 6 - 0     | Defensor Bolívar |

#### Grupo B

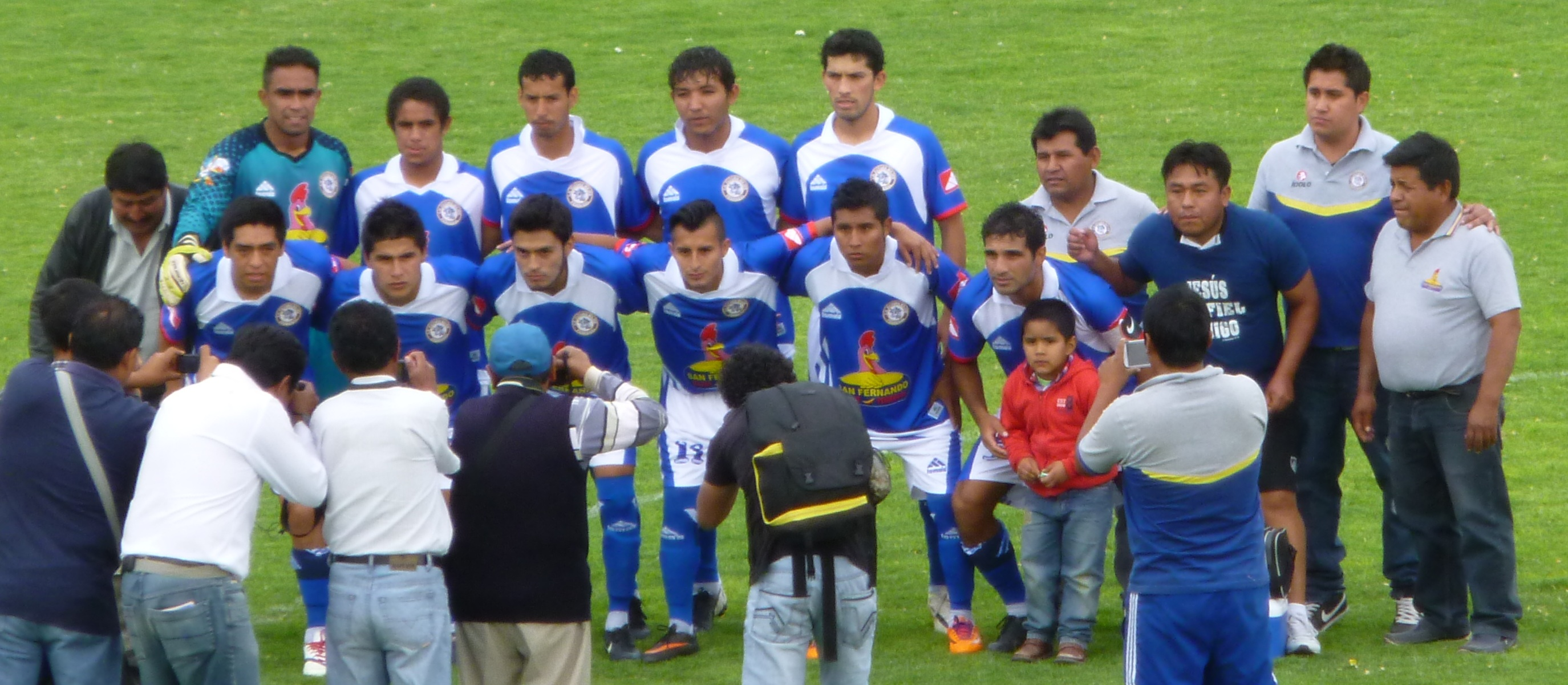
Futuro Majes (El Pedregal-Arequipa)
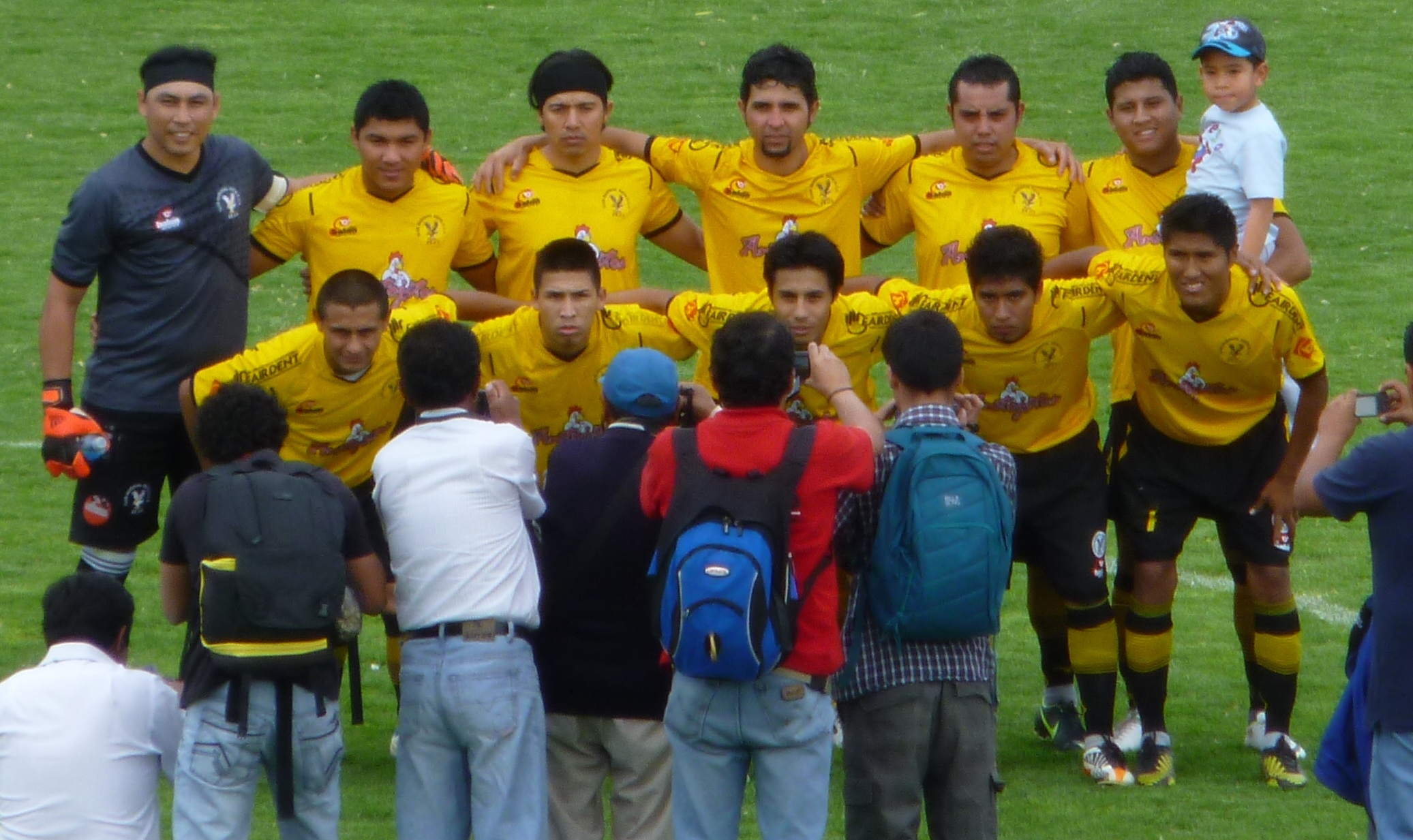
Mariscal Nieto (Ilo-Moquegua)
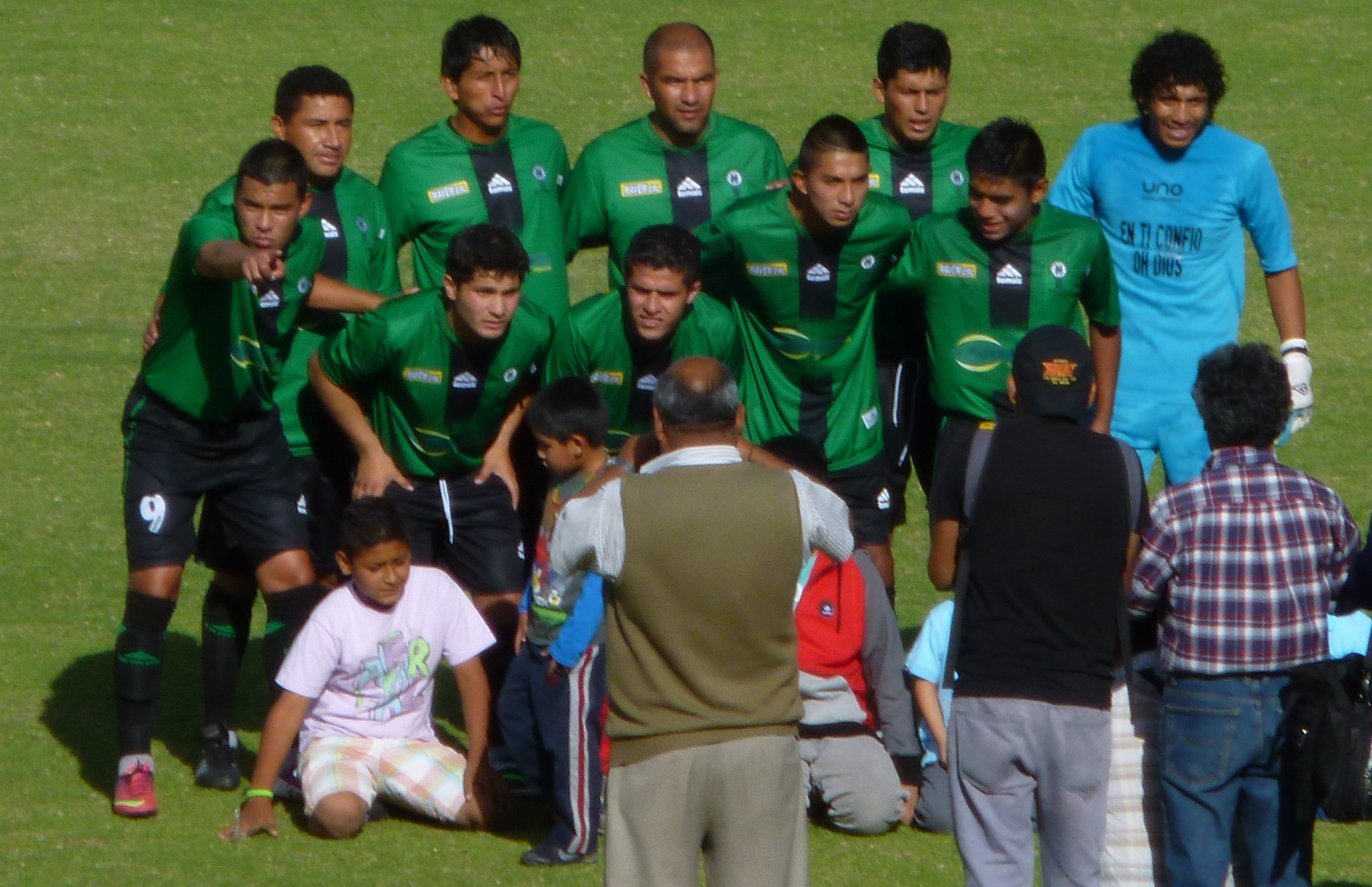
Sportivo Huracán (Arequipa)
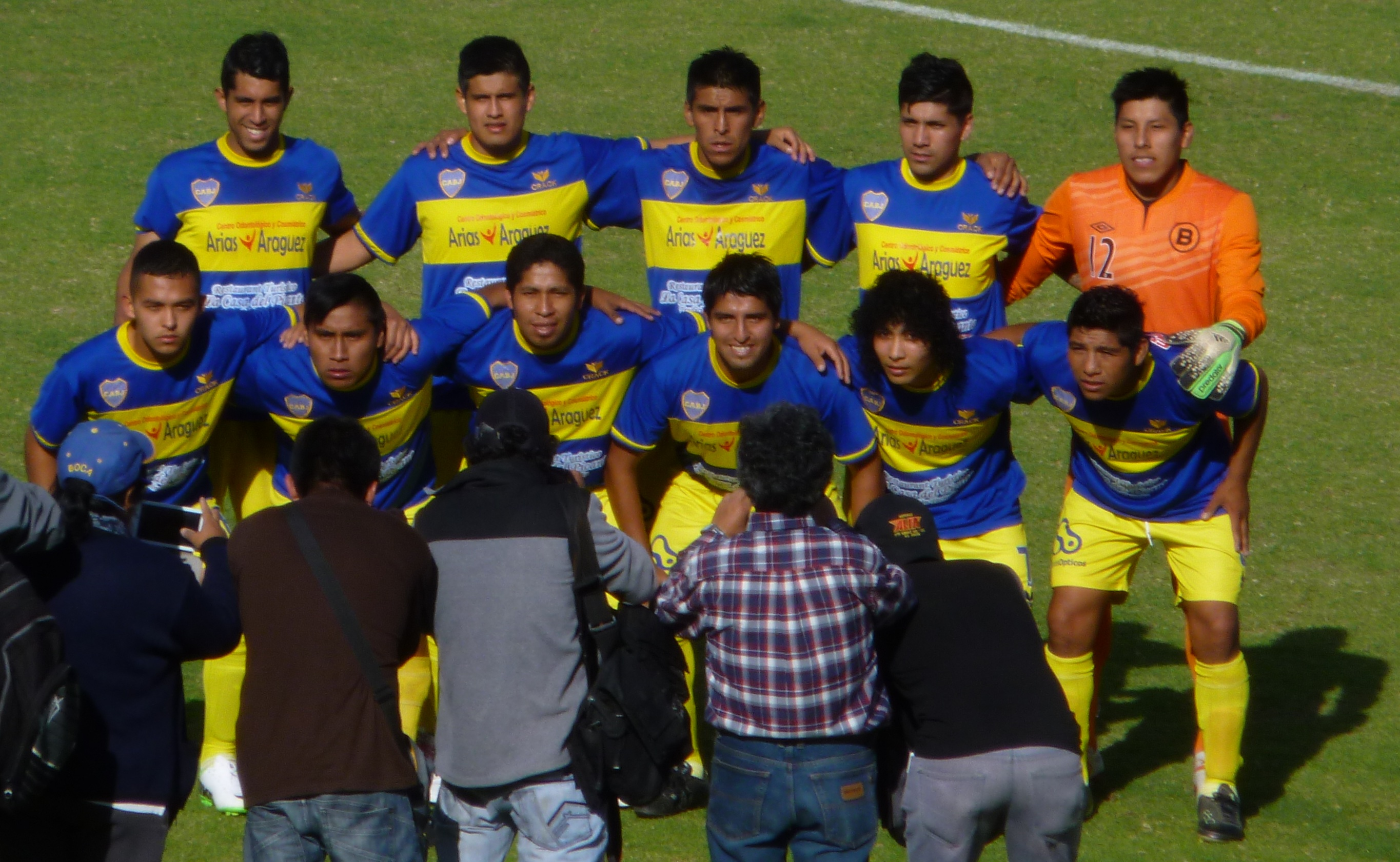
Atlético San Pedro (Candarave-Tacna)

| Equipo             | PJ | PG | PE | PP | GF | GC | DG  | Pts |
| ------------------ | -- | -- | -- | -- | -- | -- | --- | --- |
| Defensor La Bocana | 5  | 3  | 1  | 1  | 18 | 4  | +14 | 10  |
| Cristal Tumbes     | 5  | 3  | 1  | 1  | 10 | 6  | +4  | 10  |
| Sport Boys         | 4  | 1  | 0  | 3  | 5  | 10 | -5  | 3   |
| Defensor Libertad  | 4  | 0  | 2  | 2  | 3  | 16 | -13 | 2   |

##### Fixture - Grupo B
|            |             |              |                    |           |                    |
| Fecha      | Hora        | Ciudad       | Local              | Resultado | Visita             |
| 21/09/2014 | 15:00 p. m. | Bagua Grande | Defensor Libertad  | 1 – 1     | Defensor La Bocana |
| 21/09/2014 | 15:30 p. m. | Tumbes       | Sporting Cristal   | 5 – 1     | Sport Boys         |
| 28/09/2014 | 11:30 a. m. | Tumán        | Sport Boys         | 3 – 0     | Defensor Libertad  |
| 28/09/2014 | 15:30 p. m. | Sechura      | Defensor La Bocana | 2 – 0     | Sporting Cristal   |
| 01/10/2014 | 15:30 p. m. | Bagua Grande | Defensor Libertad  | 1 - 1     | Sporting Cristal   |
| 01/10/2014 | 16:00 p. m. | Sechura      | Defensor La Bocana | 3 - 0     | Sport Boys         |
| 08/10/2014 | 12:00 p. m. | Tumán        | Sport Boys         | 1 - 2     | Sporting Cristal   |
| 08/10/2014 | 15:30 p. m. | Sechura      | Defensor La Bocana | 11 - 1    | Defensor Libertad  |
| 12/10/2014 | 15:30 p. m. | Tumbes       | Sporting Cristal   | 2 - 1     | Defensor La Bocana |

#### Semifinales
| Local ida          | Resultado global | Local vuelta       | Ida   | Vuelta |
| ------------------ | ---------------- | ------------------ | ----- | ------ |
| Cristal Tumbes     | 5 - 0            | Bagua Grande F.C.  | 1 - 0 | 0 - 4  |
| Defensor Bolívar * | 1 - 5            | Defensor La Bocana | 1 - 5 | (NSJ)  |

- (*) Bolívar fue excluido de la competencia por conductas antideportivas suscitadas en el partido de ida.

#### Final regional
- No se disputó.[2]

### Región II
| Departamento | Club                              | Ciudad     | Condición                |
| ------------ | --------------------------------- | ---------- | ------------------------ |
| Áncash       | Sport Rosario                     | Huaraz     | Campeón Departamental    |
| Áncash       | Universidad San Pedro             | Chimbote   | Subcampeón Departamental |
| Cajamarca    | Deportivo Bellavista              | Bellavista | Campeón Departamental    |
| Cajamarca    | Asociación Deportiva Agropecuaria | Jaén       | Subcampeón Departamental |
| Cajamarca    | Academia Municipal                | Jaén       | Repuesto por CJ-FPF      |
| La Libertad  | Sport Chavelines Juniors          | Pacasmayo  | Campeón Departamental    |
| La Libertad  | Racing Club                       | Huamachuco | Subcampeón Departamental |
| San Martín   | Atlético Nacional                 | Campanilla | Campeón Departamental    |
| San Martín   | Unión César Vallejo               | Tarapoto   | Subcampeón Departamental |

#### Grupo A
| Equipo               | PJ | PG | PE | PP | GF | GC | DG | Pts |
| -------------------- | -- | -- | -- | -- | -- | -- | -- | --- |
| Sport Rosario        | 6  | 3  | 2  | 1  | 14 | 11 | +3 | 11  |
| Racing Club          | 6  | 3  | 0  | 3  | 13 | 5  | +8 | 9   |
| Deportivo Bellavista | 6  | 2  | 2  | 2  | 8  | 14 | -6 | 8   |
| Unión César Vallejo  | 6  | 2  | 0  | 4  | 11 | 16 | -4 | 6   |

| \| Fecha \| Estadio \| Local \| Resultado \| Visitante \| \| ------------------------ \| ----------------------- \| -------------------- \| --------- \| -------------------- \| \| 21 de septiembre de 2014 \| Municipal de Huamachuco \| Racing Club \| 3 – 1 \| Unión César Vallejo \| \| 21 de septiembre de 2014 \| Estadio Rosas Pampa \| Sport Rosario \| 1 – 1 \| Deportivo Bellavista \| \| 28 de septiembre de 2014 \| Carlos Vidaurre \| Unión César Vallejo \| 1 – 4 \| Sport Rosario \| \| 29 de septiembre de 2014 \| Victor Montoya \| Deportivo Bellavista \| 2 – 0 \| Racing Club \| \| 8 de octubre de 2014 \| Municipal de Huamachuco \| Racing Club \| 5 – 0 \| Sport Rosario \| \| 9 de octubre de 2014 \| Víctor Montoya \| Deportivo Bellavista \| 2 – 1 \| Unión César Vallejo \| \| 12 de octubre de 2014 \| Víctor Montoya \| Deportivo Bellavista \| 2 – 2 \| Sport Rosario \| \| 12 de octubre de 2014 \| Carlos Vidaurre \| Unión César Vallejo \| 1 – 0 \| Racing Club \| \| 19 de octubre de 2014 \| Municipal de Huamachuco \| Racing Club \| 5 – 0 \| Deportivo Bellavista \| \| 19 de octubre de 2014 \| Rosas Pampa \| Sport Rosario \| 6 – 2 \| Unión César Vallejo \| \| 26 de octubre de 2014 \| Carlos Vidaurre \| Unión César Vallejo \| 5 – 1 \| Deportivo Bellavista \| \| 26 de octubre de 2014 \| Rosas Pampa \| Sport Rosario \| 1 – 0 \| Racing Club \| |                         |                      |           |                      |
| Fecha | Estadio                 | Local                | Resultado | Visitante            |
| 21 de septiembre de 2014 | Municipal de Huamachuco | Racing Club          | 3 – 1     | Unión César Vallejo  |
| 21 de septiembre de 2014 | Estadio Rosas Pampa     | Sport Rosario        | 1 – 1     | Deportivo Bellavista |
| 28 de septiembre de 2014 | Carlos Vidaurre         | Unión César Vallejo  | 1 – 4     | Sport Rosario        |
| 29 de septiembre de 2014 | Victor Montoya          | Deportivo Bellavista | 2 – 0     | Racing Club          |
| 8 de octubre de 2014 | Municipal de Huamachuco | Racing Club          | 5 – 0     | Sport Rosario        |
| 9 de octubre de 2014 | Víctor Montoya          | Deportivo Bellavista | 2 – 1     | Unión César Vallejo  |
| 12 de octubre de 2014 | Víctor Montoya          | Deportivo Bellavista | 2 – 2     | Sport Rosario        |
| 12 de octubre de 2014 | Carlos Vidaurre         | Unión César Vallejo  | 1 – 0     | Racing Club          |
| 19 de octubre de 2014 | Municipal de Huamachuco | Racing Club          | 5 – 0     | Deportivo Bellavista |
| 19 de octubre de 2014 | Rosas Pampa             | Sport Rosario        | 6 – 2     | Unión César Vallejo  |
| 26 de octubre de 2014 | Carlos Vidaurre         | Unión César Vallejo  | 5 – 1     | Deportivo Bellavista |
| 26 de octubre de 2014 | Rosas Pampa             | Sport Rosario        | 1 – 0     | Racing Club          |

#### Grupo B
| Equipo                | PJ | PG | PE | PP | GF | GC | DG  | Pts |
| --------------------- | -- | -- | -- | -- | -- | -- | --- | --- |
| Sport Chavelines **   | 8  | 6  | 1  | 1  | 16 | 3  | 13  | 19  |
| Universidad San Pedro | 8  | 6  | 0  | 2  | 16 | 3  | 13  | 17  |
| ADA *                 | 8  | 3  | 0  | 3  | 7  | 9  | -2  | -3  |
| Atlético Nacional *   | 8  | 0  | 1  | 5  | 4  | 19 | -15 | -8  |
| Academia Municipal *  | 8  | 0  | 2  | 4  | 3  | 13 | -10 | -10 |

- (*) Se retiraron en la fecha 4 y se le restaron 3 puntos por cada partido en que no se presentaron.
- (**) Confio determinó que se jueguen los minutos restantes del encuentro entre (ADA - Sport Chavelines), Sport Chavelines apeló para que se juegue un nuevo encuentro y está a la espera del falló

##### Fixture - Grupo B
|            |             |           |                       |              |                       |
| Fecha      | Hora        | Ciudad    | Local                 | Resultado    | Visita                |
| 21/09/2014 | 3:30 p. m.  | Jaén      | Academia Municipal    | 1 – 3        | Sport Chavelines      |
| 21/09/2014 | 3:30 p. m.  | Chimbote  | Universidad San Pedro | 4 – 0        | Atlético Nacional     |
| 24/09/2014 | 3:30 p. m.  | Juanjui   | Atlético Nacional     | 2 – 2        | Academia Municipal    |
| 24/09/2014 | 3:30 p. m.  | Chimbote  | Universidad San Pedro | 1 – 0        | ADA                   |
| 28/09/2014 | 3:30 p. m.  | Juanjui   | Atlético Nacional     | 2 – 4        | ADA                   |
| 28/09/2014 | 3:45 p. m.  | Pacasmayo | Sport Chavelines      | 2 – 1        | Universidad San Pedro |
| 01/10/2014 | 2:00 p. m.  | Juanjui   | Atlético Nacional     | 0 – 2        | Sport Chavelines      |
| 01/10/2014 | 3:30 p. m.  | Jaén      | Academia Municipal    | 0 – 2        | ADA                   |
| 08/10/2014 | 11:00 a. m. | Jaén      | Academia Municipal    | 0 – 0        | Universidad San Pedro |
| 08/10/2014 | 4:00 p. m.  | Jaén      | ADA                   | 1 – 0(*)     | Sport Chavelines      |
| 12/10/2014 | 2:00 p. m.  | Juanjui   | Atlético Nacional     | 0 – 4        | Universidad San Pedro |
| 12/10/2014 | 3:45 p. m.  | Pacasmayo | Sport Chavelines      | (W.O.) 3 - 0 | Academia Municipal *  |
| 21/10/2014 |             | Cajamarca | Academia Municipal *  | (W.O)        | Atlético Nacional *   |
| 21/10/2014 |             | Cajamarca | ADA *                 | (W.O.) 0 - 3 | Universidad San Pedro |
| 23/10/2014 |             | Cajamarca | ADA *                 | (W.O)        | Atlético Nacional *   |
| 23/10/2014 | 3:45 p. m.  | Chimbote  | Universidad San Pedro | 0 - 0 **     | Sport Chavelines      |
|            |             | Pacasmayo | Sport Chavelines      | (W.O) 3 - 0  | Atlético Nacional *   |
|            |             | Cajamarca | ADA *                 | (W.O.)       | Academia Municipal *  |
|            |             | Chimbote  | Universidad San Pedro | (W.O) 3 - 0  | Academia Municipal *  |
|            |             | Pacasmayo | Sport Chavelines      | (W.O.) 3 - 0 | ADA *                 |

- (*) Se le restaron 3 puntos y se le suman 3 goles al equipo rival por cada partido en que no se presentaron.
- (**) Partido suspendido al minuto 91 por reclamos del equipo local debido a un gol anulado (Por mano por parte del delantero), árbitro dio finalizado con resultado igualado a cero goles.

#### Final regional
- No se disputó.

### Región III
| Departamento | Club          | Ciudad   | Condición                |
| ------------ | ------------- | -------- | ------------------------ |
| Loreto       | CNI FC        | Iquitos  | Campeón Departamental    |
| Loreto       | San Francisco | Requena  | Subcampeón Departamental |
| Ucayali      | Sport Loreto  | Pucallpa | Campeón Departamental    |
| Ucayali      | Santa Rosa    | Pucallpa | Subcampeón Departamental |

| Equipo        | PJ | PG | PE | PP | GF | GC | DG | Pts |
| ------------- | -- | -- | -- | -- | -- | -- | -- | --- |
| Sport Loreto  | 6  | 3  | 2  | 1  | 9  | 4  | +5 | 11  |
| Santa Rosa    | 6  | 2  | 3  | 1  | 8  | 7  | +1 | 9   |
| CNI FC        | 6  | 2  | 1  | 3  | 4  | 7  | -3 | 7   |
| San Francisco | 6  | 1  | 2  | 3  | 3  | 6  | -3 | 5   |

#### Fixture
|            |            |          |               |           |               |
| Fecha      | Hora       | Ciudad   | Local         | Resultado | Visita        |
| 20/09/2014 | 3:00 p. m. | Iquitos  | San Francisco | 0 – 1     | CNI FC        |
| 21/09/2014 | 3:00 p. m. | Pucallpa | Sport Loreto  | 4 – 1     | Santa Rosa    |
| 24/09/2014 | 8:00 p. m. | Pucallpa | Santa Rosa    | 1 – 1     | CNI FC        |
| 27/09/2014 | 3:00 p. m. | Pucallpa | Sport Loreto  | 3 – 0     | CNI FC        |
| 08/10/2014 | 3:00 p. m. | Pucallpa | Santa Rosa    | 3 – 0     | San Francisco |
| 12/10/2014 | 3:00 p. m. | Pucallpa | Sport Loreto  | 0 – 0     | San Francisco |
| 15/10/2014 | 8:00 p. m. | Iquitos  | CNI FC        | 0 – 2     | San Francisco |
| 15/10/2014 | 8:00 p. m. | Pucallpa | Santa Rosa    | 1 – 1     | Sport Loreto  |
| 18/10/2014 | 3:00 p. m. | Iquitos  | San Francisco | 0 – 1     | Sport Loreto  |
| 22/10/2014 | 8:00 p. m. | Iquitos  | CNI FC        | 2 – 0     | Sport Loreto  |
| 25/10/2014 | 3:00 p. m. | Iquitos  | San Francisco | 1 – 1     | Santa Rosa    |
| 28/10/2014 | 3:00 p. m. | Iquitos  | CNI FC        | 0 – 1     | Santa Rosa    |

### Región IV
| Departamento | Club              | Ciudad  | Condición                |
| ------------ | ----------------- | ------- | ------------------------ |
| Callao       | Adebami           | Callao  | Campeón Departamental    |
| Callao       | América Latina    | Callao  | Subcampeón Departamental |
| Lima         | Aurora Chancayllo | Chancay | Campeón Departamental    |
| Lima         | Juventud América  | Cañete  | Subcampeón Departamental |

#### Semifinal
| Equipo local ida | Resultado global | Equipo local vuelta | Ida   | Vuelta |
| ---------------- | ---------------- | ------------------- | ----- | ------ |
| América Latina   | 1 - 7            | Aurora Chancayllo   | 0 - 4 | 1 - 3  |
| Juventud América | 5 - 0            | Adebami             | 3 - 0 | 2 - 0  |

#### Final regional
| Fecha      | Hora       |                  | Resultado |                   |
| ---------- | ---------- | ---------------- | --------- | ----------------- |
| 26-10-2014 | 3:00 p. m. | Juventud América | 1 - 3     | Aurora Chancayllo |

### Región V
| Departamento | Club                   | Ciudad      | Condición                |
| ------------ | ---------------------- | ----------- | ------------------------ |
| Huánuco      | Chacarita Junior       | Llata       | Campeón Departamental    |
| Huánuco      | Unión Tingo María      | Tingo María | Subcampeón Departamental |
| Junín        | Unión Pichanaki        | Pichanaki   | Campeón Departamental    |
| Junín        | Echa Muni              | Pampas      | Subcampeón Departamental |
| Junín        | Sport Águila           | Huancán     | Repuesto por la CJ-FPF   |
| Pasco        | Ecosem Huaraucaca      | Tinyahuarco | Campeón Departamental    |
| Pasco        | Sociedad de Tiro N° 28 | Tinyahuarco | Subcampeón Departamental |

#### Grupo A
| Equipo                 | PJ | PG | PE | PP | GF | GC | DG | Pts |
| ---------------------- | -- | -- | -- | -- | -- | -- | -- | --- |
| Unión Pichanaki        | 4  | 2  | 1  | 1  | 11 | 3  | +8 | 7   |
| Sociedad de Tiro N° 28 | 4  | 2  | 1  | 1  | 5  | 6  | -1 | 7   |
| Chacarita Junior       | 4  | 0  | 2  | 2  | 3  | 10 | -7 | 2   |

##### Fixture - Grupo A
|            |            |           |                       |           |                       |
| Fecha      | Hora       | Ciudad    | Local                 | Resultado | Visita                |
| 21/09/2014 | 3:00 p. m. | Llata     | Chacarita Junior      | 1 – 2     | Sociedad de Tiro N°28 |
| 28/09/2014 | 3:00 p. m. | Pasco     | Sociedad de Tiro N°28 | 2 – 1     | Unión Pichanaki       |
| 08/10/2014 | 3:15 p. m. | Pichanaki | Unión Pichanaki       | 6 – 0     | Chacarita Junior      |
| 12/10/2014 | 3:00 p. m. | Pasco     | Sociedad de Tiro N°28 | 1 – 1     | Chacarita Junior      |
| 19/10/2014 | 3:15 p. m. | Pichanaki | Unión Pichanaki       | 3 – 0     | Sociedad de Tiro N°28 |
| 26/10/2014 | 3:00 p. m. | Llata     | Chacarita Junior      | 1 – 1     | Unión Pichanaki       |

##### Partido extra
| Fecha      | Hora       | Ciudad  |                 | Resultado |                       |
| ---------- | ---------- | ------- | --------------- | --------- | --------------------- |
| 29-10-2014 | 2:45 p. m. | Huánuco | Unión Pichanaki | 6 - 0     | Sociedad de Tiro N°28 |

#### Grupo B
| Equipo            | PJ | PG | PE | PP | GF | GC | DG  | Pts |
| ----------------- | -- | -- | -- | -- | -- | -- | --- | --- |
| Sport Águila      | 6  | 6  | 0  | 0  | 24 | 3  | +21 | 18  |
| Ecosem            | 6  | 3  | 1  | 2  | 17 | 10 | +7  | 10  |
| Echa Muni         | 6  | 2  | 1  | 3  | 10 | 16 | -6  | 7   |
| Unión Tingo María | 6  | 0  | 0  | 6  | 1  | 23 | -22 | 0   |

##### Fixture - Grupo B
|            |             |             |                   |           |                   |
| Fecha      | Hora        | Ciudad      | Local             | Resultado | Visita            |
| 21/09/2014 | 3:00 p. m.  | Pasco       | Ecosem            | 8 – 0     | Unión Tingo María |
| 21/09/2014 | 3:00 p. m.  | Huancayo    | Sport Águila      | 6 – 0     | Echa Muni         |
| 28/10/2014 | 1:00 p. m.  | Tingo Maria | Unión Tingo María | 1 – 3     | Sport Águila      |
| 28/09/2014 | 3:00 p. m.  | Huancayo    | Echa Muni         | 3 – 3     | Ecosem            |
| 08/10/2014 | 3:00 p. m.  | Pasco       | Ecosem            | 1 – 3     | Sport Águila      |
| 08/10/2014 | 3:30 p. m.  | Tingo Maria | Unión Tingo María | 0 – 3(*)  | Echa Muni         |
| 12/10/2014 | --:-- p. m. | Tingo Maria | Unión Tingo María | 0 – 3(*)  | Ecosem            |
| 12/10/2014 | 3:00 p. m.  | Huancayo    | Echa Muni         | 1 – 5     | Sport Águila      |
| 19/10/2014 | --:-- p. m. | Huancayo    | Sport Águila      | 3 – 0(*)  | Unión Tingo María |
| 19/10/2014 | 3:00 p. m.  | Pasco       | Ecosem            | 2 – 0     | Echa Muni         |
| 26/10/2014 | --:-- p. m. | Huancayo    | Echa Muni         | 3 – 0(*)  | Unión Tingo María |
| 26/10/2014 | 3:00 p. m.  | Huancayo    | Sport Águila      | 4 – 0     | Ecosem            |

#### Final regional
- No se disputó.

### Región VI
| Departamento | Club               | Ciudad        | Condición                |
| ------------ | ------------------ | ------------- | ------------------------ |
| Ayacucho     | Player Villafuerte | Huanta        | Campeón Departamental    |
| Ayacucho     | Percy Berrocal     | Ayacucho      | Subcampeón Departamental |
| Huancavelica | Social Lircay      | Lircay        | Campeón Departamental    |
| Huancavelica | Santa Rosa         | Huancavelica  | Subcampeón Departamental |
| Ica          | Defensor Zarumilla | Nasca         | Campeón Departamental    |
| Ica          | Unión Progresista  | San Cristóbal | Subcampeón Departamental |

#### Grupo A
| Equipo             | PJ | PG | PE | PP | GF | GC | DG | Pts |
| ------------------ | -- | -- | -- | -- | -- | -- | -- | --- |
| Defensor Zarumilla | 4  | 2  | 1  | 1  | 11 | 6  | +5 | 7   |
| Santa Rosa         | 4  | 2  | 0  | 2  | 4  | 7  | -3 | 6   |
| Percy Berrocal     | 4  | 1  | 1  | 2  | 5  | 7  | -2 | 4   |

##### Fixture - Grupo A
|            |            |              |                    |           |                    |
| Fecha      | Hora       | Ciudad       | Local              | Resultado | Visita             |
| 21/09/2014 | 3:20 p. m. | Nazca        | Defensor Zarumilla | 6 – 1     | Santa Rosa         |
| 28/09/2014 | 3:20 p. m. | Huancavelica | Santa Rosa         | 2 – 0     | Percy Berrocal     |
| 08/10/2014 | 3:20 p. m. | Ayacucho     | Percy Berrocal     | 1 – 1     | Defensor Zarumilla |
| 12/10/2014 | 3:20 p. m. | Huancavelica | Santa Rosa         | 1 – 0     | Defensor Zarumilla |
| 19/10/2014 | 3:20 p. m. | Ayacucho     | Percy Berrocal     | 1 – 0     | Santa Rosa         |
| 26/10/2014 | 3:20 p. m. | Nazca        | Defensor Zarumilla | 4 – 3     | Percy Berrocal     |

#### Grupo B
| Equipo             | PJ | PG | PE | PP | GF | GC | DG | Pts |
| ------------------ | -- | -- | -- | -- | -- | -- | -- | --- |
| Player Villafuerte | 4  | 3  | 0  | 1  | 7  | 6  | +1 | 9   |
| Unión Progresista' | 4  | 2  | 0  | 2  | 9  | 7  | +2 | 6   |
| Social Lircay      | 4  | 1  | 0  | 3  | 4  | 7  | -3 | 3   |

##### Fixture - Grupo B
|            |            |        |                    |           |                    |
| Fecha      | Hora       | Ciudad | Local              | Resultado | Visita             |
| 21/09/2014 | 3:20 p. m. | Lircay | Social Lircay      | 3 – 1     | Unión Progresista  |
| 28/09/2014 | 3:20 p. m. | Huanta | Player Villafuerte | 2 – 1     | Social Lircay      |
| 08/10/2014 | 3:20 p. m. | Ica    | Unión Progresista  | 2 – 0     | Player Villafuerte |
| 11/10/2014 | 3:20 p. m. | Ica    | Unión Progresista  | 3 – 0     | Social Lircay      |
| 19/10/2014 | 3:20 p. m. | Lircay | Social Lircay      | 0 – 1     | Player Villafuerte |
| 26/10/2014 | 3:20 p. m. | Huanta | Player Villafuerte | 4 – 3     | Unión Progresista  |

#### Final regional
|                    | Resultado |                    |
| ------------------ | --------- | ------------------ |
| Defensor Zarumilla | 5 - 2     | Player Villafuerte |

### Región VII
| Departamento | Club                | Ciudad    | Condición                        |
| ------------ | ------------------- | --------- | -------------------------------- |
| Arequipa     | Futuro Majes        | Majes     | Campeón Departamental            |
| Arequipa     | Sportivo Cariocos   | Majes     | Subcampeón Departamental         |
| Arequipa     | Sportivo Huracán    | Arequipa  | Se retiró de la Segunda División |
| Moquegua     | Mariscal Nieto      | Ilo       | Campeón Departamental            |
| Moquegua     | Deportivo Enersur   | Ilo       | Subcampeón Departamental         |
| Tacna        | San Pedro           | Candarave | Campeón Departamental            |
| Tacna        | Deportivo Credicoop | Tacna     | Subcampeón Departamental         |

#### Grupo A
| Equipo            | PJ | PG | PE | PP | GF | GC | DG  | Pts |
| ----------------- | -- | -- | -- | -- | -- | -- | --- | --- |
| Sportivo Cariocos | 4  | 3  | 1  | 0  | 13 | 3  | +10 | 10  |
| D. Credicoop      | 4  | 0  | 3  | 1  | 5  | 9  | -4  | 3   |
| CD Enersur        | 4  | 0  | 2  | 2  | 6  | 12 | -6  | 2   |

- CD Enersur 
(Ilo-Moquegua)

| Grupo A       | Grupo A       | Grupo A           | Grupo A       | Grupo A           | Grupo A        | Grupo A       | Grupo A       | Grupo A       | Grupo A       | Grupo A       | Grupo A       |               |               |               |               |               |               |               |               |               |               |               |               |               |               |               |               |               |               |               |               |               |               |               |               |               |               |               |               |
| Fecha         | Hora          | Local             | Resultado     | Visitante         | Estadio        | Ciudad        |               |               |               |               |               |               |               |               |               |               |               |               |               |               |               |               |               |               |               |               |               |               |               |               |               |               |               |               |               |               |               |               |               |
| Primera Fecha | Primera Fecha | Primera Fecha     | Primera Fecha | Primera Fecha     | Primera Fecha  | Primera Fecha | Primera Fecha | Primera Fecha | Primera Fecha | Primera Fecha | Primera Fecha | Primera Fecha | Primera Fecha | Primera Fecha | Primera Fecha | Primera Fecha | Primera Fecha | Primera Fecha | Primera Fecha | Primera Fecha | Primera Fecha | Primera Fecha | Primera Fecha | Primera Fecha | Primera Fecha | Primera Fecha | Primera Fecha | Primera Fecha | Primera Fecha | Primera Fecha | Primera Fecha | Primera Fecha | Primera Fecha | Primera Fecha | Primera Fecha | Primera Fecha | Primera Fecha | Primera Fecha | Primera Fecha |
| ------------- | ------------- | ----------------- | ------------- | ----------------- | -------------- | ------------- | ------------- | ------------- | ------------- | ------------- | ------------- | ------------- | ------------- | ------------- | ------------- | ------------- | ------------- | ------------- | ------------- | ------------- | ------------- | ------------- | ------------- | ------------- | ------------- | ------------- | ------------- | ------------- | ------------- | ------------- | ------------- | ------------- | ------------- | ------------- | ------------- | ------------- | ------------- | ------------- | ------------- |
| 21-09         | 15:30         | Sportivo Cariocos | 4-1           | CD Enersur        | Miguel Grau    | El Pedregal   |               |               |               |               |               |               |               |               |               |               |               |               |               |               |               |               |               |               |               |               |               |               |               |               |               |               |               |               |               |               |               |               |               |
| Segunda Fecha |               |                   |               |                   |                |               |               |               |               |               |               |               |               |               |               |               |               |               |               |               |               |               |               |               |               |               |               |               |               |               |               |               |               |               |               |               |               |               |               |
| 24-09         | 15:30         | CD Enersur        | 2-2           | Credicoop         | Mariscal Nieto | Ilo           |               |               |               |               |               |               |               |               |               |               |               |               |               |               |               |               |               |               |               |               |               |               |               |               |               |               |               |               |               |               |               |               |               |
| Tercera Fecha |               |                   |               |                   |                |               |               |               |               |               |               |               |               |               |               |               |               |               |               |               |               |               |               |               |               |               |               |               |               |               |               |               |               |               |               |               |               |               |               |
| 28-09         | 15:20         | Credicoop         | 1-1           | Sportivo Cariocos | Jorge Basadre  | Tacna         |               |               |               |               |               |               |               |               |               |               |               |               |               |               |               |               |               |               |               |               |               |               |               |               |               |               |               |               |               |               |               |               |               |
| Cuarta Fecha  |               |                   |               |                   |                |               |               |               |               |               |               |               |               |               |               |               |               |               |               |               |               |               |               |               |               |               |               |               |               |               |               |               |               |               |               |               |               |               |               |
| 01-10         | 13:20         | CD Enersur        | 1-4           | Sportivo Cariocos | Mariscal Nieto | Ilo           |               |               |               |               |               |               |               |               |               |               |               |               |               |               |               |               |               |               |               |               |               |               |               |               |               |               |               |               |               |               |               |               |               |
| Quinta Fecha  |               |                   |               |                   |                |               |               |               |               |               |               |               |               |               |               |               |               |               |               |               |               |               |               |               |               |               |               |               |               |               |               |               |               |               |               |               |               |               |               |
| 08-10         | 15:20         | Credicoop         | 2-2           | CD Enersur        | Joel Gutiérrez | Tacna         |               |               |               |               |               |               |               |               |               |               |               |               |               |               |               |               |               |               |               |               |               |               |               |               |               |               |               |               |               |               |               |               |               |
| Sexta Fecha   |               |                   |               |                   |                |               |               |               |               |               |               |               |               |               |               |               |               |               |               |               |               |               |               |               |               |               |               |               |               |               |               |               |               |               |               |               |               |               |               |
| 12-10         | 13:00         | Sportivo Cariocos | 4-0           | Credicoop         | Miguel Grau    | El Pedregal   |               |               |               |               |               |               |               |               |               |               |               |               |               |               |               |               |               |               |               |               |               |               |               |               |               |               |               |               |               |               |               |               |               |

#### Grupo B
| Equipo           | PJ | PG | PE | PP | GF | GC | DG  | Pts |
| ---------------- | -- | -- | -- | -- | -- | -- | --- | --- |
| Futuro Majes     | 6  | 4  | 0  | 2  | 13 | 8  | +5  | 12  |
| Sportivo Huracán | 6  | 3  | 1  | 2  | 18 | 10 | +8  | 10  |
| San Pedro        | 6  | 2  | 1  | 3  | 11 | 13 | -2  | 7   |
| Mariscal Nieto   | 6  | 2  | 0  | 4  | 9  | 20 | -11 | 6   |

- Futuro Majes 
(El Pedregal-Arequipa)
- Mariscal Nieto 
(Ilo-Moquegua)
- Sportivo Huracán 
(Arequipa)
- Atlético San Pedro 
(Candarave-Tacna)

| Grupo B       | Grupo B       | Grupo B          | Grupo B       | Grupo B          | Grupo B        | Grupo B       | Grupo B       | Grupo B       | Grupo B       | Grupo B       | Grupo B       |               |               |               |               |               |               |               |               |               |               |               |               |               |               |               |               |               |               |               |               |               |               |               |               |               |               |               |               |
| Fecha         | Hora          | Local            | Resultado     | Visitante        | Estadio        | Ciudad        |               |               |               |               |               |               |               |               |               |               |               |               |               |               |               |               |               |               |               |               |               |               |               |               |               |               |               |               |               |               |               |               |               |
| Primera Fecha | Primera Fecha | Primera Fecha    | Primera Fecha | Primera Fecha    | Primera Fecha  | Primera Fecha | Primera Fecha | Primera Fecha | Primera Fecha | Primera Fecha | Primera Fecha | Primera Fecha | Primera Fecha | Primera Fecha | Primera Fecha | Primera Fecha | Primera Fecha | Primera Fecha | Primera Fecha | Primera Fecha | Primera Fecha | Primera Fecha | Primera Fecha | Primera Fecha | Primera Fecha | Primera Fecha | Primera Fecha | Primera Fecha | Primera Fecha | Primera Fecha | Primera Fecha | Primera Fecha | Primera Fecha | Primera Fecha | Primera Fecha | Primera Fecha | Primera Fecha | Primera Fecha | Primera Fecha |
| ------------- | ------------- | ---------------- | ------------- | ---------------- | -------------- | ------------- | ------------- | ------------- | ------------- | ------------- | ------------- | ------------- | ------------- | ------------- | ------------- | ------------- | ------------- | ------------- | ------------- | ------------- | ------------- | ------------- | ------------- | ------------- | ------------- | ------------- | ------------- | ------------- | ------------- | ------------- | ------------- | ------------- | ------------- | ------------- | ------------- | ------------- | ------------- | ------------- | ------------- |
| 21-09         | 15:30         | San Pedro        | 1-2           | Futuro Majes     | Jorge Basadre  | Tacna         |               |               |               |               |               |               |               |               |               |               |               |               |               |               |               |               |               |               |               |               |               |               |               |               |               |               |               |               |               |               |               |               |               |
| 21-09         | 15:30         | Mariscal Nieto   | 3-2           | Sportivo Huracán | Mariscal Nieto | Ilo           |               |               |               |               |               |               |               |               |               |               |               |               |               |               |               |               |               |               |               |               |               |               |               |               |               |               |               |               |               |               |               |               |               |
| Segunda Fecha |               |                  |               |                  |                |               |               |               |               |               |               |               |               |               |               |               |               |               |               |               |               |               |               |               |               |               |               |               |               |               |               |               |               |               |               |               |               |               |               |
| 24-09         | 15:30         | San Pedro        | 2-1           | Mariscal Nieto   | Jorge Basadre  | Tacna         |               |               |               |               |               |               |               |               |               |               |               |               |               |               |               |               |               |               |               |               |               |               |               |               |               |               |               |               |               |               |               |               |               |
| 24-09         | 15:30         | Sportivo Huracán | 1-2           | Futuro Majes     | Mariano Melgar | Arequipa      |               |               |               |               |               |               |               |               |               |               |               |               |               |               |               |               |               |               |               |               |               |               |               |               |               |               |               |               |               |               |               |               |               |
| Tercera Fecha |               |                  |               |                  |                |               |               |               |               |               |               |               |               |               |               |               |               |               |               |               |               |               |               |               |               |               |               |               |               |               |               |               |               |               |               |               |               |               |               |
| 27-09         | 15:30         | Sportivo Huracán | 2-2           | San Pedro        | Mariano Melgar | Arequipa      |               |               |               |               |               |               |               |               |               |               |               |               |               |               |               |               |               |               |               |               |               |               |               |               |               |               |               |               |               |               |               |               |               |
| 28-09         | 15:30         | Futuro Majes     | 4-1           | Mariscal Nieto   | Miguel Grau    | El Pedregal   |               |               |               |               |               |               |               |               |               |               |               |               |               |               |               |               |               |               |               |               |               |               |               |               |               |               |               |               |               |               |               |               |               |
| Cuarta Fecha  |               |                  |               |                  |                |               |               |               |               |               |               |               |               |               |               |               |               |               |               |               |               |               |               |               |               |               |               |               |               |               |               |               |               |               |               |               |               |               |               |
| 01-10         | 15:20         | San Pedro        | 2-3           | Sportivo Huracán | Jorge Basadre  | Tacna         |               |               |               |               |               |               |               |               |               |               |               |               |               |               |               |               |               |               |               |               |               |               |               |               |               |               |               |               |               |               |               |               |               |
| 01-10         | 15:30         | Mariscal Nieto   | 2-1           | Futuro Majes     | Mariscal Nieto | Ilo           |               |               |               |               |               |               |               |               |               |               |               |               |               |               |               |               |               |               |               |               |               |               |               |               |               |               |               |               |               |               |               |               |               |
| Quinta Fecha  |               |                  |               |                  |                |               |               |               |               |               |               |               |               |               |               |               |               |               |               |               |               |               |               |               |               |               |               |               |               |               |               |               |               |               |               |               |               |               |               |
| 08-10         | 15:20         | Mariscal Nieto   | 2-3           | San Pedro        | Mariscal Nieto | Ilo           |               |               |               |               |               |               |               |               |               |               |               |               |               |               |               |               |               |               |               |               |               |               |               |               |               |               |               |               |               |               |               |               |               |
| 08-10         | 15:30         | Futuro Majes     | 1-2           | Sportivo Huracán | Miguel Grau    | El Pedregal   |               |               |               |               |               |               |               |               |               |               |               |               |               |               |               |               |               |               |               |               |               |               |               |               |               |               |               |               |               |               |               |               |               |
| Sexta Fecha   |               |                  |               |                  |                |               |               |               |               |               |               |               |               |               |               |               |               |               |               |               |               |               |               |               |               |               |               |               |               |               |               |               |               |               |               |               |               |               |               |
| 12-10         | 15:30         | Sportivo Huracán | 8-0           | Mariscal Nieto   | Mariano Melgar | Arequipa      |               |               |               |               |               |               |               |               |               |               |               |               |               |               |               |               |               |               |               |               |               |               |               |               |               |               |               |               |               |               |               |               |               |
| 12-10         | 15:30         | Futuro Majes     | 3-1           | San Pedro        | Miguel Grau    | El Pedregal   |               |               |               |               |               |               |               |               |               |               |               |               |               |               |               |               |               |               |               |               |               |               |               |               |               |               |               |               |               |               |               |               |               |

#### Semifinales Regional
| Sportivo Cariocos vs Sportivo Huracán      | Sportivo Cariocos vs Sportivo Huracán | Sportivo Cariocos vs Sportivo Huracán | Sportivo Cariocos vs Sportivo Huracán | Sportivo Cariocos vs Sportivo Huracán | Sportivo Cariocos vs Sportivo Huracán | Sportivo Cariocos vs Sportivo Huracán | Sportivo Cariocos vs Sportivo Huracán | Sportivo Cariocos vs Sportivo Huracán | Sportivo Cariocos vs Sportivo Huracán | Sportivo Cariocos vs Sportivo Huracán | Sportivo Cariocos vs Sportivo Huracán |     |     |     |     |     |     |     |     |     |     |     |     |     |     |     |     |     |     |     |     |     |     |     |     |     |     |     |     |
| Fecha                                      | Hora                                  | Local                                 | Resultado                             | Visitante                             | Estadio                               | Ciudad                                |                                       |                                       |                                       |                                       |                                       |     |     |     |     |     |     |     |     |     |     |     |     |     |     |     |     |     |     |     |     |     |     |     |     |     |     |     |     |
| Ida                                        | Ida                                   | Ida                                   | Ida                                   | Ida                                   | Ida                                   | Ida                                   | Ida                                   | Ida                                   | Ida                                   | Ida                                   | Ida                                   | Ida | Ida | Ida | Ida | Ida | Ida | Ida | Ida | Ida | Ida | Ida | Ida | Ida | Ida | Ida | Ida | Ida | Ida | Ida | Ida | Ida | Ida | Ida | Ida | Ida | Ida | Ida | Ida |
| ------------------------------------------ | ------------------------------------- | ------------------------------------- | ------------------------------------- | ------------------------------------- | ------------------------------------- | ------------------------------------- | ------------------------------------- | ------------------------------------- | ------------------------------------- | ------------------------------------- | ------------------------------------- | --- | --- | --- | --- | --- | --- | --- | --- | --- | --- | --- | --- | --- | --- | --- | --- | --- | --- | --- | --- | --- | --- | --- | --- | --- | --- | --- | --- |
| 19-10                                      | 15:30                                 | Sportivo Huracán                      | 2-2                                   | Sportivo Cariocos                     | Mariano Melgar                        | Arequipa                              |                                       |                                       |                                       |                                       |                                       |     |     |     |     |     |     |     |     |     |     |     |     |     |     |     |     |     |     |     |     |     |     |     |     |     |     |     |     |
| Vuelta                                     |                                       |                                       |                                       |                                       |                                       |                                       |                                       |                                       |                                       |                                       |                                       |     |     |     |     |     |     |     |     |     |     |     |     |     |     |     |     |     |     |     |     |     |     |     |     |     |     |     |     |
| 26-10                                      | 15:30                                 | Sportivo Cariocos                     | 4-3                                   | Sportivo Huracán                      | Almirante Miguel Grau                 | El Pedregal                           |                                       |                                       |                                       |                                       |                                       |     |     |     |     |     |     |     |     |     |     |     |     |     |     |     |     |     |     |     |     |     |     |     |     |     |     |     |     |
| Clasifica a la Nacional: Sportivo Cariocos |                                       |                                       |                                       |                                       |                                       |                                       |                                       |                                       |                                       |                                       |                                       |     |     |     |     |     |     |     |     |     |     |     |     |     |     |     |     |     |     |     |     |     |     |     |     |     |     |     |     |

| Futuro Majes vs Deportivo Credicoop   | Futuro Majes vs Deportivo Credicoop | Futuro Majes vs Deportivo Credicoop | Futuro Majes vs Deportivo Credicoop | Futuro Majes vs Deportivo Credicoop | Futuro Majes vs Deportivo Credicoop | Futuro Majes vs Deportivo Credicoop | Futuro Majes vs Deportivo Credicoop | Futuro Majes vs Deportivo Credicoop | Futuro Majes vs Deportivo Credicoop | Futuro Majes vs Deportivo Credicoop | Futuro Majes vs Deportivo Credicoop |     |     |     |     |     |     |     |     |     |     |     |     |     |     |     |     |     |     |     |     |     |     |     |     |     |     |     |     |
| Fecha                                 | Hora                                | Local                               | Resultado                           | Visitante                           | Estadio                             | Ciudad                              |                                     |                                     |                                     |                                     |                                     |     |     |     |     |     |     |     |     |     |     |     |     |     |     |     |     |     |     |     |     |     |     |     |     |     |     |     |     |
| Ida                                   | Ida                                 | Ida                                 | Ida                                 | Ida                                 | Ida                                 | Ida                                 | Ida                                 | Ida                                 | Ida                                 | Ida                                 | Ida                                 | Ida | Ida | Ida | Ida | Ida | Ida | Ida | Ida | Ida | Ida | Ida | Ida | Ida | Ida | Ida | Ida | Ida | Ida | Ida | Ida | Ida | Ida | Ida | Ida | Ida | Ida | Ida | Ida |
| ------------------------------------- | ----------------------------------- | ----------------------------------- | ----------------------------------- | ----------------------------------- | ----------------------------------- | ----------------------------------- | ----------------------------------- | ----------------------------------- | ----------------------------------- | ----------------------------------- | ----------------------------------- | --- | --- | --- | --- | --- | --- | --- | --- | --- | --- | --- | --- | --- | --- | --- | --- | --- | --- | --- | --- | --- | --- | --- | --- | --- | --- | --- | --- |
| 19-10                                 | 15:30                               | Futuro Majes                        | 2-1                                 | Credicoop                           | Almirante Miguel Grau               | El Pedregal                         |                                     |                                     |                                     |                                     |                                     |     |     |     |     |     |     |     |     |     |     |     |     |     |     |     |     |     |     |     |     |     |     |     |     |     |     |     |     |
| Vuelta                                |                                     |                                     |                                     |                                     |                                     |                                     |                                     |                                     |                                     |                                     |                                     |     |     |     |     |     |     |     |     |     |     |     |     |     |     |     |     |     |     |     |     |     |     |     |     |     |     |     |     |
| 26-10                                 | 15:30                               | Credicoop                           | 0-1                                 | Futuro Majes                        | Jorge Basadre                       | Tacna                               |                                     |                                     |                                     |                                     |                                     |     |     |     |     |     |     |     |     |     |     |     |     |     |     |     |     |     |     |     |     |     |     |     |     |     |     |     |     |
| Clasifica a la Nacional: Futuro Majes |                                     |                                     |                                     |                                     |                                     |                                     |                                     |                                     |                                     |                                     |                                     |     |     |     |     |     |     |     |     |     |     |     |     |     |     |     |     |     |     |     |     |     |     |     |     |     |     |     |     |

#### Final Regional
| Sportivo Cariocos vs Futuro Majes           | Sportivo Cariocos vs Futuro Majes | Sportivo Cariocos vs Futuro Majes | Sportivo Cariocos vs Futuro Majes | Sportivo Cariocos vs Futuro Majes | Sportivo Cariocos vs Futuro Majes | Sportivo Cariocos vs Futuro Majes | Sportivo Cariocos vs Futuro Majes | Sportivo Cariocos vs Futuro Majes | Sportivo Cariocos vs Futuro Majes | Sportivo Cariocos vs Futuro Majes | Sportivo Cariocos vs Futuro Majes |               |               |               |               |               |               |               |               |               |               |               |               |               |               |               |               |               |               |               |               |               |               |               |               |               |               |               |               |
| Fecha                                       | Hora                              | Finalista                         | Resultado                         | Finalista                         | Estadio                           | Ciudad                            |                                   |                                   |                                   |                                   |                                   |               |               |               |               |               |               |               |               |               |               |               |               |               |               |               |               |               |               |               |               |               |               |               |               |               |               |               |               |
| Partido Único                               | Partido Único                     | Partido Único                     | Partido Único                     | Partido Único                     | Partido Único                     | Partido Único                     | Partido Único                     | Partido Único                     | Partido Único                     | Partido Único                     | Partido Único                     | Partido Único | Partido Único | Partido Único | Partido Único | Partido Único | Partido Único | Partido Único | Partido Único | Partido Único | Partido Único | Partido Único | Partido Único | Partido Único | Partido Único | Partido Único | Partido Único | Partido Único | Partido Único | Partido Único | Partido Único | Partido Único | Partido Único | Partido Único | Partido Único | Partido Único | Partido Único | Partido Único | Partido Único |
| ------------------------------------------- | --------------------------------- | --------------------------------- | --------------------------------- | --------------------------------- | --------------------------------- | --------------------------------- | --------------------------------- | --------------------------------- | --------------------------------- | --------------------------------- | --------------------------------- | ------------- | ------------- | ------------- | ------------- | ------------- | ------------- | ------------- | ------------- | ------------- | ------------- | ------------- | ------------- | ------------- | ------------- | ------------- | ------------- | ------------- | ------------- | ------------- | ------------- | ------------- | ------------- | ------------- | ------------- | ------------- | ------------- | ------------- | ------------- |
| 29-10                                       | 15:30                             | Sportivo Cariocos                 | 3-1                               | Futuro Majes                      | Almirante Miguel Grau             | El Pedregal                       |                                   |                                   |                                   |                                   |                                   |               |               |               |               |               |               |               |               |               |               |               |               |               |               |               |               |               |               |               |               |               |               |               |               |               |               |               |               |
| Campeón de la Región VII: Sportivo Cariocos |                                   |                                   |                                   |                                   |                                   |                                   |                                   |                                   |                                   |                                   |                                   |               |               |               |               |               |               |               |               |               |               |               |               |               |               |               |               |               |               |               |               |               |               |               |               |               |               |               |               |

### Región VIII
| Departamento  | Club                       | Ciudad           | Condición                |
| ------------- | -------------------------- | ---------------- | ------------------------ |
| Apurímac      | Miguel Grau                | Abancay          | Campeón Departamental    |
| Apurímac      | Deportivo Educación Chanka | Andahuaylas      | Subcampeón Departamental |
| Apurímac      | José María Arguedas        | Andahuaylas      | Repuesto por CJ-FPF      |
| Cusco         | Unión Alto Huarca          | Yauri            | Campeón Departamental    |
| Cusco         | Deportivo Yawarmayu        | Santo Tomás      | Subcampeón Departamental |
| Madre de Dios | Minsa FBC                  | Puerto Maldonado | Campeón Departamental    |
| Madre de Dios | Deportivo Maldonado        | Puerto Maldonado | Subcampeón Departamental |
| Puno          | Binacional                 | Desaguadero      | Campeón Departamental    |
| Puno          | Unión Fuerza Minera        | Putina           | Subcampeón Departamental |

#### Grupo A
| Equipo                     | PJ | PG | PE | PP | GF | GC | DG  | Pts |
| -------------------------- | -- | -- | -- | -- | -- | -- | --- | --- |
| José María Arguedas        | 8  | 4  | 2  | 2  | 12 | 6  | +6  | 14  |
| Deportivo Educación Chanka | 8  | 4  | 1  | 3  | 16 | 8  | +8  | 13  |
| Miguel Grau                | 8  | 4  | 1  | 3  | 7  | 7  | +0  | 13  |
| Minsa FBC                  | 8  | 3  | 2  | 3  | 9  | 13 | -4  | 11  |
| Deportivo Maldonado        | 8  | 2  | 0  | 6  | 5  | 16 | -11 | 6   |

##### Fixture - Grupo A
|            |            |                  |                            |           |                            |
| Fecha      | Hora       | Ciudad           | Local                      | Resultado | Visita                     |
| 21/09/2014 | 3:00 p. m. | Puerto Maldonado | Minsa FBC                  | 2 – 1     | Deportivo Educación Chanka |
| 21/09/2014 | 3:00 p. m. | Abancay          | Miguel Grau                | 1 – 0     | Deportivo Maldonado        |
| 24/10/2014 | 3:00 p. m. | Puerto Maldonado | Minsa FBC                  | 1 – 1     | Miguel Grau                |
| 24/09/2014 | 3:00 p. m. | Andahuaylas      | Deportivo Educación Chanka | 1 – 1     | José María Arguedas        |
| 28/09/2014 | 3:00 p. m. | Andahuaylas      | José María Arguedas        | 3 – 0     | Minsa FBC                  |
| 28/09/2014 | 3:00 p. m. | Puerto Maldonado | Deportivo Maldonado        | 1 – 3     | Deportivo Educación Chanka |
| 01/10/2014 | 3:00 p. m. | Puerto Maldonado | Deportivo Maldonado        | 0 – 1     | Minsa FBC                  |
| 01/10/2014 | 3:00 p. m. | Abancay          | Miguel Grau                | 1 – 0     | José María Arguedas        |
| 08/10/2014 | 3:00 p. m. | Abancay          | Miguel Grau                | 1 – 0     | Deportivo Educación Chanka |
| 08/10/2014 | 3:00 p. m. | Puerto Maldonado | Deportivo Maldonado        | 2 – 0     | José María Arguedas        |
| 12/10/2014 | 3:00 p. m. | Andahuaylas      | Deportivo Educación Chanka | 4 – 1     | Minsa FBC                  |
| 12/10/2014 | 3:00 p. m. | Puerto Maldonado | Deportivo Maldonado        | 1 – 0     | Miguel Grau                |
| 15/10/2014 | 3:00 p. m. | Abancay          | Miguel Grau                | 2 – 1     | Minsa FBC                  |
| 15/10/2014 | 3:00 p. m. | Andahuaylas      | José María Arguedas        | 1 – 0     | Deportivo Educación Chanka |
| 19/10/2014 | 3:00 p. m. | Puerto Maldonado | Minsa FBC                  | 1 – 1     | José María Arguedas        |
| 19/10/2014 | 3:00 p. m. | Andahuaylas      | Deportivo Educación Chanka | 6 – 0     | Deportivo Maldonado        |
| 22/10/2014 | 3:00 p. m. | Puerto Maldonado | Minsa FBC                  | 2 – 1     | Deportivo Maldonado        |
| 22/10/2014 | 3:00 p. m. | Andahuaylas      | José María Arguedas        | 3 – 1     | Miguel Grau                |
| 26/10/2014 | 1:00 p. m. | Andahuaylas      | José María Arguedas        | 3 – 0     | Deportivo Maldonado        |
| 26/10/2014 | 3:30 p. m. | Andahuaylas      | Deportivo Educación Chanka | 1 – 0     | Miguel Grau                |

#### Grupo B
| Equipo           | PJ | PG | PE | PP | GF | GC | DG | Pts |
| ---------------- | -- | -- | -- | -- | -- | -- | -- | --- |
| Unión Altohuarca | 6  | 3  | 2  | 1  | 7  | 4  | +3 | 11  |
| Fuerza Minera    | 6  | 3  | 1  | 2  | 6  | 5  | +1 | 10  |
| Binacional       | 6  | 2  | 1  | 3  | 4  | 6  | -2 | 7   |
| Dep. Yawarmayu   | 6  | 2  | 0  | 4  | 7  | 9  | -2 | 6   |

| Grupo B       | Grupo B       | Grupo B             | Grupo B       | Grupo B             | Grupo B                | Grupo B       | Grupo B       | Grupo B       | Grupo B       | Grupo B       | Grupo B       |               |               |               |               |               |               |               |               |               |               |               |               |               |               |               |               |               |               |               |               |               |               |               |               |               |               |               |               |
| Fecha         | Hora          | Local               | Resultado     | Visitante           | Estadio                | Ciudad        |               |               |               |               |               |               |               |               |               |               |               |               |               |               |               |               |               |               |               |               |               |               |               |               |               |               |               |               |               |               |               |               |               |
| Primera Fecha | Primera Fecha | Primera Fecha       | Primera Fecha | Primera Fecha       | Primera Fecha          | Primera Fecha | Primera Fecha | Primera Fecha | Primera Fecha | Primera Fecha | Primera Fecha | Primera Fecha | Primera Fecha | Primera Fecha | Primera Fecha | Primera Fecha | Primera Fecha | Primera Fecha | Primera Fecha | Primera Fecha | Primera Fecha | Primera Fecha | Primera Fecha | Primera Fecha | Primera Fecha | Primera Fecha | Primera Fecha | Primera Fecha | Primera Fecha | Primera Fecha | Primera Fecha | Primera Fecha | Primera Fecha | Primera Fecha | Primera Fecha | Primera Fecha | Primera Fecha | Primera Fecha | Primera Fecha |
| ------------- | ------------- | ------------------- | ------------- | ------------------- | ---------------------- | ------------- | ------------- | ------------- | ------------- | ------------- | ------------- | ------------- | ------------- | ------------- | ------------- | ------------- | ------------- | ------------- | ------------- | ------------- | ------------- | ------------- | ------------- | ------------- | ------------- | ------------- | ------------- | ------------- | ------------- | ------------- | ------------- | ------------- | ------------- | ------------- | ------------- | ------------- | ------------- | ------------- | ------------- |
| 21-09         | 15:00         | Deportivo Yawarmayu | 1-0           | Binacional          | Condepampa             | Chumbivilcas  |               |               |               |               |               |               |               |               |               |               |               |               |               |               |               |               |               |               |               |               |               |               |               |               |               |               |               |               |               |               |               |               |               |
| 21-09         | 15:00         | Unión Altohuarca    | 1-0           | Fuerza Minera       | Municipal de Espinar   | Espinar       |               |               |               |               |               |               |               |               |               |               |               |               |               |               |               |               |               |               |               |               |               |               |               |               |               |               |               |               |               |               |               |               |               |
| Segunda Fecha |               |                     |               |                     |                        |               |               |               |               |               |               |               |               |               |               |               |               |               |               |               |               |               |               |               |               |               |               |               |               |               |               |               |               |               |               |               |               |               |               |
| 28-09         | 15:00         | Unión Altohuarca    | 3-2           | Deportivo Yawarmayu | Municipal de Espinar   | Espinar       |               |               |               |               |               |               |               |               |               |               |               |               |               |               |               |               |               |               |               |               |               |               |               |               |               |               |               |               |               |               |               |               |               |
| 28-09         | 15:00         | Fuerza Minera       | 2-1           | Binacional          | Santa María            | Putina        |               |               |               |               |               |               |               |               |               |               |               |               |               |               |               |               |               |               |               |               |               |               |               |               |               |               |               |               |               |               |               |               |               |
| Tercera Fecha |               |                     |               |                     |                        |               |               |               |               |               |               |               |               |               |               |               |               |               |               |               |               |               |               |               |               |               |               |               |               |               |               |               |               |               |               |               |               |               |               |
| 01-10         | 15:00         | Deportivo Yawarmayu | 1-2           | Fuerza Minera       | Condepampa             | Chumbivilcas  |               |               |               |               |               |               |               |               |               |               |               |               |               |               |               |               |               |               |               |               |               |               |               |               |               |               |               |               |               |               |               |               |               |
| 01-10         | 15:00         | Binacional          | 0-0           | Unión Altohuarca    | Rodolfo Ramos Catacora | Desaguadero   |               |               |               |               |               |               |               |               |               |               |               |               |               |               |               |               |               |               |               |               |               |               |               |               |               |               |               |               |               |               |               |               |               |
| Cuarta Fecha  |               |                     |               |                     |                        |               |               |               |               |               |               |               |               |               |               |               |               |               |               |               |               |               |               |               |               |               |               |               |               |               |               |               |               |               |               |               |               |               |               |
| 08-10         | 15:00         | Binacional          | 2-0           | Deportivo Yawarmayu | Rodolfo Ramos Catacora | Desaguadero   |               |               |               |               |               |               |               |               |               |               |               |               |               |               |               |               |               |               |               |               |               |               |               |               |               |               |               |               |               |               |               |               |               |
| 08-10         | 15:00         | Fuerza Minera       | 0-0           | Unión Altohuarca    | Luis Gutiérrez Toro    | Putina        |               |               |               |               |               |               |               |               |               |               |               |               |               |               |               |               |               |               |               |               |               |               |               |               |               |               |               |               |               |               |               |               |               |
| Quinta Fecha  |               |                     |               |                     |                        |               |               |               |               |               |               |               |               |               |               |               |               |               |               |               |               |               |               |               |               |               |               |               |               |               |               |               |               |               |               |               |               |               |               |
| 12-10         | 15:00         | Deportivo Yawarmayu | 2-0           | Unión Altohuarca    | Condepampa             | Chumbivilcas  |               |               |               |               |               |               |               |               |               |               |               |               |               |               |               |               |               |               |               |               |               |               |               |               |               |               |               |               |               |               |               |               |               |
| 12-10         | 15:30         | Binacional          | 1-0           | Fuerza Minera       | Rodolfo Ramos Catacora | Desaguadero   |               |               |               |               |               |               |               |               |               |               |               |               |               |               |               |               |               |               |               |               |               |               |               |               |               |               |               |               |               |               |               |               |               |
| Sexta Fecha   |               |                     |               |                     |                        |               |               |               |               |               |               |               |               |               |               |               |               |               |               |               |               |               |               |               |               |               |               |               |               |               |               |               |               |               |               |               |               |               |               |
| 19-10         | 15:30         | Fuerza Minera       | 3-2           | Deportivo Yawarmayu | Luis Gutiérrez Toro    | Putina        |               |               |               |               |               |               |               |               |               |               |               |               |               |               |               |               |               |               |               |               |               |               |               |               |               |               |               |               |               |               |               |               |               |
| 19-10         | 15:30         | Unión Altohuarca    | 3-0           | Binacional          | Municipal de Espinar   | Espinar       |               |               |               |               |               |               |               |               |               |               |               |               |               |               |               |               |               |               |               |               |               |               |               |               |               |               |               |               |               |               |               |               |               |

#### Semifinales
| 28-10 | 14:30 | Unión Alto Huarca | 3-0 | Deportivo Educación Chanka | IPD Puerto Maldonado | Puerto Maldonado |

| 28-10 | 14:30 | José María Arguedas | 1-4 | Fuerza Minera | Túpac Amaru | Sicuani |

#### Final regional
No hubo. El campeón se definió por sorteo.

## Etapa Nacional
Se inició en el mes de noviembre con dos equipos clasificados de la etapa anterior por cada región.

### Equipos por departamento
| Departamento | Equipo              | Ciudad      |
| ------------ | ------------------- | ----------- |
| Tumbes       | Cristal Tumbes      | Tumbes      |
| Piura        | Defensor La Bocana  | Parachique  |
| La Libertad  | Sport Chavelines    | Pacasmayo   |
| Áncash       | Sport Rosario       | Huaraz      |
| Ucayali      | Sport Loreto        | Pucallpa    |
| Ucayali      | Santa Rosa          | Pucallpa    |
| Lima         | Aurora Chancayllo   | Chancay     |
| Lima         | Juventud América    | Cañete      |
| Junín        | Sport Águila        | Huancán     |
| Junín        | Unión Pichanaki     | Pichanaki   |
| Ayacucho     | Player Villafuerte  | Huanta      |
| Ica          | Defensor Zarumilla  | Nazca       |
| Arequipa     | Sportivo Cariocos   | Majes       |
| Arequipa     | Futuro Majes        | Majes       |
| Puno         | Unión Fuerza Minera | Quilcapuncu |
| Cusco        | Unión Alto Huarca   | Espinar     |

| Sport Águila Sport Loreto Santa Rosa Juventud América Player Villafuerte Aurora Chancayllo Sport Rosario Cristal Tumbes Defensor La Bocana Sport Chavelines Unión Pichanaki Sportivo Cariocos Futuro Majes Defensor Zarumilla Unión Alto Huarca Fuerza Minera |

### Cuadro
|  | Octavos de final        | Octavos de final        | Octavos de final        |                    |   | Cuartos de final          | Cuartos de final          | Cuartos de final          |  |  | Semifinales               | Semifinales               | Semifinales               |  |  | Final                     | Final                     | Final                     |
|  | del 2 al 9 de noviembre | del 2 al 9 de noviembre | del 2 al 9 de noviembre |                    |   | del 16 al 23 de noviembre | del 16 al 23 de noviembre | del 16 al 23 de noviembre |  |  | del 30 nov. al 11 de dic. | del 30 nov. al 11 de dic. | del 30 nov. al 11 de dic. |  |  | del 16 al 21 de diciembre | del 16 al 21 de diciembre | del 16 al 21 de diciembre |
|  |                         |                         |                         |                    |   |                           |                           |                           |  |  |                           |                           |                           |  |  |                           |                           |                           |
|  |                         |                         |                         |                    |   |                           |                           |                           |  |  |                           |                           |                           |  |  |                           |                           |                           |
|  |                         |                         |                         |                    |   |                           |                           |                           |  |  |                           |                           |                           |  |  |                           |                           |                           |
|  | Sport Rosario           | 1                       | 0                       |                    |   |                           |                           |                           |  |  |                           |                           |                           |  |  |                           |                           |                           |
|  | Sport Rosario           | 1                       | 0                       |                    |   |                           |                           |                           |  |  |                           |                           |                           |  |  |                           |                           |                           |
|  | Defensor La Bocana      | 1                       | 2                       |                    |   |                           |                           |                           |  |  |                           |                           |                           |  |  |                           |                           |                           |
|  | Defensor La Bocana      | 1                       | 2                       | Defensor La Bocana | 2 | 2                         |                           |                           |  |  |                           |                           |                           |  |  |                           |                           |                           |
|  |                         |                         |                         |                    | 2 | 2                         |                           |                           |  |  |                           |                           |                           |  |  |                           |                           |                           |
|  |                         | Cristal Tumbes          | 0                       | 1                  |   |                           |                           |                           |  |  |                           |                           |                           |  |  |                           |                           |                           |
|  | Sport Chavelines        | Cristal Tumbes          | 0                       | 1                  | 2 | 1                         |                           |                           |  |  |                           |                           |                           |  |  |                           |                           |                           |
|  | Sport Chavelines        |                         |                         |                    | 2 | 1                         |                           |                           |  |  |                           |                           |                           |  |  |                           |                           |                           |
|  | Cristal Tumbes          | 0                       | 4                       |                    |   |                           |                           |                           |  |  |                           |                           |                           |  |  |                           |                           |                           |
|  | Cristal Tumbes          | 0                       | 4                       | Defensor La Bocana | 5 | 1                         |                           |                           |  |  |                           |                           |                           |  |  |                           |                           |                           |
|  |                         |                         |                         |                    | 5 | 1                         |                           |                           |  |  |                           |                           |                           |  |  |                           |                           |                           |
|  |                         | Sport Loreto            | 1                       | 6                  |   |                           |                           |                           |  |  |                           |                           |                           |  |  |                           |                           |                           |
|  | Sport Loreto            | Sport Loreto            | 1                       | 6                  | 3 | 2                         |                           |                           |  |  |                           |                           |                           |  |  |                           |                           |                           |
|  | Sport Loreto            |                         |                         |                    | 3 | 2                         |                           |                           |  |  |                           |                           |                           |  |  |                           |                           |                           |
|  | Juventud América        | 0                       | 2                       |                    |   |                           |                           |                           |  |  |                           |                           |                           |  |  |                           |                           |                           |
|  | Juventud América        | 0                       | 2                       | Sport Loreto       | 1 | 0                         |                           |                           |  |  |                           |                           |                           |  |  |                           |                           |                           |
|  |                         |                         |                         |                    | 1 | 0                         |                           |                           |  |  |                           |                           |                           |  |  |                           |                           |                           |
|  |                         | Aurora Chancayllo       | 1                       | 0                  |   |                           |                           |                           |  |  |                           |                           |                           |  |  |                           |                           |                           |
|  | Aurora Chancayllo       | Aurora Chancayllo       | 1                       | 0                  | 2 | 0                         |                           |                           |  |  |                           |                           |                           |  |  |                           |                           |                           |
|  | Aurora Chancayllo       |                         |                         |                    | 2 | 0                         |                           |                           |  |  |                           |                           |                           |  |  |                           |                           |                           |
|  | Santa Rosa              | 0                       | 1                       |                    |   |                           |                           |                           |  |  |                           |                           |                           |  |  |                           |                           |                           |
|  | Santa Rosa              | 0                       | 1                       | Sport Loreto       | 4 | 0                         |                           |                           |  |  |                           |                           |                           |  |  |                           |                           |                           |
|  |                         |                         |                         |                    | 4 | 0                         |                           |                           |  |  |                           |                           |                           |  |  |                           |                           |                           |
|  |                         | Unión Fuerza Minera     | 1                       | 1                  |   |                           |                           |                           |  |  |                           |                           |                           |  |  |                           |                           |                           |
|  | Sport Águila            | Unión Fuerza Minera     | 1                       | 1                  | 3 | 2                         |                           |                           |  |  |                           |                           |                           |  |  |                           |                           |                           |
|  | Sport Águila            |                         |                         |                    | 3 | 2                         |                           |                           |  |  |                           |                           |                           |  |  |                           |                           |                           |
|  | Player Villafuerte      | 0                       | 0                       |                    |   |                           |                           |                           |  |  |                           |                           |                           |  |  |                           |                           |                           |
|  | Player Villafuerte      | 0                       | 0                       | Sport Águila       | 1 | 2                         |                           |                           |  |  |                           |                           |                           |  |  |                           |                           |                           |
|  |                         |                         |                         |                    | 1 | 2                         |                           |                           |  |  |                           |                           |                           |  |  |                           |                           |                           |
|  |                         | Unión Pichanaki         | 2                       | 0                  |   |                           |                           |                           |  |  |                           |                           |                           |  |  |                           |                           |                           |
|  | Defensor Zarumilla      | Unión Pichanaki         | 2                       | 0                  | 2 | 0(2)                      |                           |                           |  |  |                           |                           |                           |  |  |                           |                           |                           |
|  | Defensor Zarumilla      |                         |                         |                    | 2 | 0(2)                      |                           |                           |  |  |                           |                           |                           |  |  |                           |                           |                           |
|  | Unión Pichanaki         | 0                       | 2(4)                    |                    |   |                           |                           |                           |  |  |                           |                           |                           |  |  |                           |                           |                           |
|  | Unión Pichanaki         | 0                       | 2(4)                    | Sport Águila       | 3 | 1                         |                           |                           |  |  |                           |                           |                           |  |  |                           |                           |                           |
|  |                         |                         |                         |                    | 3 | 1                         |                           |                           |  |  |                           |                           |                           |  |  |                           |                           |                           |
|  |                         | Unión Fuerza Minera     | 6                       | 2                  |   |                           |                           |                           |  |  |                           |                           |                           |  |  |                           |                           |                           |
|  | Sportivo Cariocos       | Unión Fuerza Minera     | 6                       | 2                  | 1 | 1                         |                           |                           |  |  |                           |                           |                           |  |  |                           |                           |                           |
|  | Sportivo Cariocos       |                         |                         |                    | 1 | 1                         |                           |                           |  |  |                           |                           |                           |  |  |                           |                           |                           |
|  | Unión Alto Huarca       | 1                       | 0                       |                    |   |                           |                           |                           |  |  |                           |                           |                           |  |  |                           |                           |                           |
|  | Unión Alto Huarca       | 1                       | 0                       | Sportivo Cariocos  | 1 | 1                         |                           |                           |  |  |                           |                           |                           |  |  |                           |                           |                           |
|  |                         |                         |                         |                    | 1 | 1                         |                           |                           |  |  |                           |                           |                           |  |  |                           |                           |                           |
|  |                         | Unión Fuerza Minera     | 2                       | 3                  |   |                           |                           |                           |  |  |                           |                           |                           |  |  |                           |                           |                           |
|  | Unión Fuerza Minera     | Unión Fuerza Minera     | 2                       | 3                  | 5 | 3                         |                           |                           |  |  |                           |                           |                           |  |  |                           |                           |                           |
|  | Unión Fuerza Minera     |                         |                         |                    | 5 | 3                         |                           |                           |  |  |                           |                           |                           |  |  |                           |                           |                           |
|  | Futuro Majes            | 0                       | 1                       |                    |   |                           |                           |                           |  |  |                           |                           |                           |  |  |                           |                           |                           |

#### Octavos de final
| Sport Rosario vs Defensor La Bocana (Llave A) | Sport Rosario vs Defensor La Bocana (Llave A) | Sport Rosario vs Defensor La Bocana (Llave A) | Sport Rosario vs Defensor La Bocana (Llave A) | Sport Rosario vs Defensor La Bocana (Llave A) | Sport Rosario vs Defensor La Bocana (Llave A) | Sport Rosario vs Defensor La Bocana (Llave A) | Sport Rosario vs Defensor La Bocana (Llave A) | Sport Rosario vs Defensor La Bocana (Llave A) | Sport Rosario vs Defensor La Bocana (Llave A) | Sport Rosario vs Defensor La Bocana (Llave A) | Sport Rosario vs Defensor La Bocana (Llave A) |     |     |     |     |     |     |     |     |     |     |     |     |     |     |     |     |     |     |     |     |     |     |     |     |     |     |     |     |
| Fecha                                         | Hora                                          | Local                                         | Resultado                                     | Visitante                                     | Estadio                                       | Ciudad                                        |                                               |                                               |                                               |                                               |                                               |     |     |     |     |     |     |     |     |     |     |     |     |     |     |     |     |     |     |     |     |     |     |     |     |     |     |     |     |
| Ida                                           | Ida                                           | Ida                                           | Ida                                           | Ida                                           | Ida                                           | Ida                                           | Ida                                           | Ida                                           | Ida                                           | Ida                                           | Ida                                           | Ida | Ida | Ida | Ida | Ida | Ida | Ida | Ida | Ida | Ida | Ida | Ida | Ida | Ida | Ida | Ida | Ida | Ida | Ida | Ida | Ida | Ida | Ida | Ida | Ida | Ida | Ida | Ida |
| --------------------------------------------- | --------------------------------------------- | --------------------------------------------- | --------------------------------------------- | --------------------------------------------- | --------------------------------------------- | --------------------------------------------- | --------------------------------------------- | --------------------------------------------- | --------------------------------------------- | --------------------------------------------- | --------------------------------------------- | --- | --- | --- | --- | --- | --- | --- | --- | --- | --- | --- | --- | --- | --- | --- | --- | --- | --- | --- | --- | --- | --- | --- | --- | --- | --- | --- | --- |
| 02-11                                         | 15:00                                         | Sport Rosario                                 | 1-1                                           | Def. La Bocana                                | Rosas Pampa                                   | Huaraz                                        |                                               |                                               |                                               |                                               |                                               |     |     |     |     |     |     |     |     |     |     |     |     |     |     |     |     |     |     |     |     |     |     |     |     |     |     |     |     |
| Vuelta                                        |                                               |                                               |                                               |                                               |                                               |                                               |                                               |                                               |                                               |                                               |                                               |     |     |     |     |     |     |     |     |     |     |     |     |     |     |     |     |     |     |     |     |     |     |     |     |     |     |     |     |
| 09-11                                         | 15:15                                         | Def. La Bocana                                | 2-0                                           | Sport Rosario                                 | Sesquicentenario                              | Sechura                                       |                                               |                                               |                                               |                                               |                                               |     |     |     |     |     |     |     |     |     |     |     |     |     |     |     |     |     |     |     |     |     |     |     |     |     |     |     |     |
| Clasifica: Defensor La Bocana                 |                                               |                                               |                                               |                                               |                                               |                                               |                                               |                                               |                                               |                                               |                                               |     |     |     |     |     |     |     |     |     |     |     |     |     |     |     |     |     |     |     |     |     |     |     |     |     |     |     |     |

| Sport Chavelines vs Cristal Tumbes (Llave B) | Sport Chavelines vs Cristal Tumbes (Llave B) | Sport Chavelines vs Cristal Tumbes (Llave B) | Sport Chavelines vs Cristal Tumbes (Llave B) | Sport Chavelines vs Cristal Tumbes (Llave B) | Sport Chavelines vs Cristal Tumbes (Llave B) | Sport Chavelines vs Cristal Tumbes (Llave B) | Sport Chavelines vs Cristal Tumbes (Llave B) | Sport Chavelines vs Cristal Tumbes (Llave B) | Sport Chavelines vs Cristal Tumbes (Llave B) | Sport Chavelines vs Cristal Tumbes (Llave B) | Sport Chavelines vs Cristal Tumbes (Llave B) |     |     |     |     |     |     |     |     |     |     |     |     |     |     |     |     |     |     |     |     |     |     |     |     |     |     |     |     |
| Fecha                                        | Hora                                         | Local                                        | Resultado                                    | Visitante                                    | Estadio                                      | Ciudad                                       |                                              |                                              |                                              |                                              |                                              |     |     |     |     |     |     |     |     |     |     |     |     |     |     |     |     |     |     |     |     |     |     |     |     |     |     |     |     |
| Ida                                          | Ida                                          | Ida                                          | Ida                                          | Ida                                          | Ida                                          | Ida                                          | Ida                                          | Ida                                          | Ida                                          | Ida                                          | Ida                                          | Ida | Ida | Ida | Ida | Ida | Ida | Ida | Ida | Ida | Ida | Ida | Ida | Ida | Ida | Ida | Ida | Ida | Ida | Ida | Ida | Ida | Ida | Ida | Ida | Ida | Ida | Ida | Ida |
| -------------------------------------------- | -------------------------------------------- | -------------------------------------------- | -------------------------------------------- | -------------------------------------------- | -------------------------------------------- | -------------------------------------------- | -------------------------------------------- | -------------------------------------------- | -------------------------------------------- | -------------------------------------------- | -------------------------------------------- | --- | --- | --- | --- | --- | --- | --- | --- | --- | --- | --- | --- | --- | --- | --- | --- | --- | --- | --- | --- | --- | --- | --- | --- | --- | --- | --- | --- |
| 02-11                                        | 15:30                                        | Sport Chavelines                             | 2-0                                          | Cristal Tumbes                               | Municipal Pacasmayo                          | Pacasmayo                                    |                                              |                                              |                                              |                                              |                                              |     |     |     |     |     |     |     |     |     |     |     |     |     |     |     |     |     |     |     |     |     |     |     |     |     |     |     |     |
| Vuelta                                       |                                              |                                              |                                              |                                              |                                              |                                              |                                              |                                              |                                              |                                              |                                              |     |     |     |     |     |     |     |     |     |     |     |     |     |     |     |     |     |     |     |     |     |     |     |     |     |     |     |     |
| 09-11                                        | 15:15                                        | Cristal Tumbes                               | 4-1                                          | Sport Chavelines                             | Mariscal Cáceres                             | Tumbes                                       |                                              |                                              |                                              |                                              |                                              |     |     |     |     |     |     |     |     |     |     |     |     |     |     |     |     |     |     |     |     |     |     |     |     |     |     |     |     |
| Clasifica: Cristal Tumbes                    |                                              |                                              |                                              |                                              |                                              |                                              |                                              |                                              |                                              |                                              |                                              |     |     |     |     |     |     |     |     |     |     |     |     |     |     |     |     |     |     |     |     |     |     |     |     |     |     |     |     |

| Sport Loreto vs Juventud América (Llave C) | Sport Loreto vs Juventud América (Llave C) | Sport Loreto vs Juventud América (Llave C) | Sport Loreto vs Juventud América (Llave C) | Sport Loreto vs Juventud América (Llave C) | Sport Loreto vs Juventud América (Llave C) | Sport Loreto vs Juventud América (Llave C) | Sport Loreto vs Juventud América (Llave C) | Sport Loreto vs Juventud América (Llave C) | Sport Loreto vs Juventud América (Llave C) | Sport Loreto vs Juventud América (Llave C) | Sport Loreto vs Juventud América (Llave C) |     |     |     |     |     |     |     |     |     |     |     |     |     |     |     |     |     |     |     |     |     |     |     |     |     |     |     |     |
| Fecha                                      | Hora                                       | Local                                      | Resultado                                  | Visitante                                  | Estadio                                    | Ciudad                                     |                                            |                                            |                                            |                                            |                                            |     |     |     |     |     |     |     |     |     |     |     |     |     |     |     |     |     |     |     |     |     |     |     |     |     |     |     |     |
| Ida                                        | Ida                                        | Ida                                        | Ida                                        | Ida                                        | Ida                                        | Ida                                        | Ida                                        | Ida                                        | Ida                                        | Ida                                        | Ida                                        | Ida | Ida | Ida | Ida | Ida | Ida | Ida | Ida | Ida | Ida | Ida | Ida | Ida | Ida | Ida | Ida | Ida | Ida | Ida | Ida | Ida | Ida | Ida | Ida | Ida | Ida | Ida | Ida |
| ------------------------------------------ | ------------------------------------------ | ------------------------------------------ | ------------------------------------------ | ------------------------------------------ | ------------------------------------------ | ------------------------------------------ | ------------------------------------------ | ------------------------------------------ | ------------------------------------------ | ------------------------------------------ | ------------------------------------------ | --- | --- | --- | --- | --- | --- | --- | --- | --- | --- | --- | --- | --- | --- | --- | --- | --- | --- | --- | --- | --- | --- | --- | --- | --- | --- | --- | --- |
| 02-11                                      | 15:00                                      | Sport Loreto                               | 3-0                                        | Juventud América                           | Aliardo Soria                              | Pucallpa                                   |                                            |                                            |                                            |                                            |                                            |     |     |     |     |     |     |     |     |     |     |     |     |     |     |     |     |     |     |     |     |     |     |     |     |     |     |     |     |
| Vuelta                                     |                                            |                                            |                                            |                                            |                                            |                                            |                                            |                                            |                                            |                                            |                                            |     |     |     |     |     |     |     |     |     |     |     |     |     |     |     |     |     |     |     |     |     |     |     |     |     |     |     |     |
| 09-11                                      | 15:15                                      | Juventud América                           | 2-2                                        | Sport Loreto                               | Oscar Ramos                                | Imperial                                   |                                            |                                            |                                            |                                            |                                            |     |     |     |     |     |     |     |     |     |     |     |     |     |     |     |     |     |     |     |     |     |     |     |     |     |     |     |     |
| Clasifica: Sport Loreto                    |                                            |                                            |                                            |                                            |                                            |                                            |                                            |                                            |                                            |                                            |                                            |     |     |     |     |     |     |     |     |     |     |     |     |     |     |     |     |     |     |     |     |     |     |     |     |     |     |     |     |

| Aurora Chancayllo vs Santa Rosa (Llave D) | Aurora Chancayllo vs Santa Rosa (Llave D) | Aurora Chancayllo vs Santa Rosa (Llave D) | Aurora Chancayllo vs Santa Rosa (Llave D) | Aurora Chancayllo vs Santa Rosa (Llave D) | Aurora Chancayllo vs Santa Rosa (Llave D) | Aurora Chancayllo vs Santa Rosa (Llave D) | Aurora Chancayllo vs Santa Rosa (Llave D) | Aurora Chancayllo vs Santa Rosa (Llave D) | Aurora Chancayllo vs Santa Rosa (Llave D) | Aurora Chancayllo vs Santa Rosa (Llave D) | Aurora Chancayllo vs Santa Rosa (Llave D) |     |     |     |     |     |     |     |     |     |     |     |     |     |     |     |     |     |     |     |     |     |     |     |     |     |     |     |     |
| Fecha                                     | Hora                                      | Local                                     | Resultado                                 | Visitante                                 | Estadio                                   | Ciudad                                    |                                           |                                           |                                           |                                           |                                           |     |     |     |     |     |     |     |     |     |     |     |     |     |     |     |     |     |     |     |     |     |     |     |     |     |     |     |     |
| Ida                                       | Ida                                       | Ida                                       | Ida                                       | Ida                                       | Ida                                       | Ida                                       | Ida                                       | Ida                                       | Ida                                       | Ida                                       | Ida                                       | Ida | Ida | Ida | Ida | Ida | Ida | Ida | Ida | Ida | Ida | Ida | Ida | Ida | Ida | Ida | Ida | Ida | Ida | Ida | Ida | Ida | Ida | Ida | Ida | Ida | Ida | Ida | Ida |
| ----------------------------------------- | ----------------------------------------- | ----------------------------------------- | ----------------------------------------- | ----------------------------------------- | ----------------------------------------- | ----------------------------------------- | ----------------------------------------- | ----------------------------------------- | ----------------------------------------- | ----------------------------------------- | ----------------------------------------- | --- | --- | --- | --- | --- | --- | --- | --- | --- | --- | --- | --- | --- | --- | --- | --- | --- | --- | --- | --- | --- | --- | --- | --- | --- | --- | --- | --- |
| 02-11                                     | 15:30                                     | Aurora Chancayllo                         | 2-0                                       | Santa Rosa                                | Rómulo Shaw                               | Chancay                                   |                                           |                                           |                                           |                                           |                                           |     |     |     |     |     |     |     |     |     |     |     |     |     |     |     |     |     |     |     |     |     |     |     |     |     |     |     |     |
| Vuelta                                    |                                           |                                           |                                           |                                           |                                           |                                           |                                           |                                           |                                           |                                           |                                           |     |     |     |     |     |     |     |     |     |     |     |     |     |     |     |     |     |     |     |     |     |     |     |     |     |     |     |     |
| 09-11                                     | 15:15                                     | Santa Rosa                                | 1-0                                       | Aurora Chancayllo                         | Aliardo Soria                             | Pucallpa                                  |                                           |                                           |                                           |                                           |                                           |     |     |     |     |     |     |     |     |     |     |     |     |     |     |     |     |     |     |     |     |     |     |     |     |     |     |     |     |
| Clasifica: Aurora Chancayllo              |                                           |                                           |                                           |                                           |                                           |                                           |                                           |                                           |                                           |                                           |                                           |     |     |     |     |     |     |     |     |     |     |     |     |     |     |     |     |     |     |     |     |     |     |     |     |     |     |     |     |

| Sport Águila vs Player Villafuerte (Llave E) | Sport Águila vs Player Villafuerte (Llave E) | Sport Águila vs Player Villafuerte (Llave E) | Sport Águila vs Player Villafuerte (Llave E) | Sport Águila vs Player Villafuerte (Llave E) | Sport Águila vs Player Villafuerte (Llave E) | Sport Águila vs Player Villafuerte (Llave E) | Sport Águila vs Player Villafuerte (Llave E) | Sport Águila vs Player Villafuerte (Llave E) | Sport Águila vs Player Villafuerte (Llave E) | Sport Águila vs Player Villafuerte (Llave E) | Sport Águila vs Player Villafuerte (Llave E) |     |     |     |     |     |     |     |     |     |     |     |     |     |     |     |     |     |     |     |     |     |     |     |     |     |     |     |     |
| Fecha                                        | Hora                                         | Local                                        | Resultado                                    | Visitante                                    | Estadio                                      | Ciudad                                       |                                              |                                              |                                              |                                              |                                              |     |     |     |     |     |     |     |     |     |     |     |     |     |     |     |     |     |     |     |     |     |     |     |     |     |     |     |     |
| Ida                                          | Ida                                          | Ida                                          | Ida                                          | Ida                                          | Ida                                          | Ida                                          | Ida                                          | Ida                                          | Ida                                          | Ida                                          | Ida                                          | Ida | Ida | Ida | Ida | Ida | Ida | Ida | Ida | Ida | Ida | Ida | Ida | Ida | Ida | Ida | Ida | Ida | Ida | Ida | Ida | Ida | Ida | Ida | Ida | Ida | Ida | Ida | Ida |
| -------------------------------------------- | -------------------------------------------- | -------------------------------------------- | -------------------------------------------- | -------------------------------------------- | -------------------------------------------- | -------------------------------------------- | -------------------------------------------- | -------------------------------------------- | -------------------------------------------- | -------------------------------------------- | -------------------------------------------- | --- | --- | --- | --- | --- | --- | --- | --- | --- | --- | --- | --- | --- | --- | --- | --- | --- | --- | --- | --- | --- | --- | --- | --- | --- | --- | --- | --- |
| 02-11                                        | 15:30                                        | Sport Águila                                 | 3-0*                                         | Player Villafuerte                           | Mariscal Castilla                            | Huancayo                                     |                                              |                                              |                                              |                                              |                                              |     |     |     |     |     |     |     |     |     |     |     |     |     |     |     |     |     |     |     |     |     |     |     |     |     |     |     |     |
| Vuelta                                       |                                              |                                              |                                              |                                              |                                              |                                              |                                              |                                              |                                              |                                              |                                              |     |     |     |     |     |     |     |     |     |     |     |     |     |     |     |     |     |     |     |     |     |     |     |     |     |     |     |     |
| 09-11                                        | 15:15                                        | Player Villafuerte                           | 0-2                                          | Sport Águila                                 | Eloy Molina Robles                           | Huanta                                       |                                              |                                              |                                              |                                              |                                              |     |     |     |     |     |     |     |     |     |     |     |     |     |     |     |     |     |     |     |     |     |     |     |     |     |     |     |     |
| Clasifica: Sport Águila                      |                                              |                                              |                                              |                                              |                                              |                                              |                                              |                                              |                                              |                                              |                                              |     |     |     |     |     |     |     |     |     |     |     |     |     |     |     |     |     |     |     |     |     |     |     |     |     |     |     |     |

| Defensor Zarumilla vs Unión Pichanaki (Llave F) | Defensor Zarumilla vs Unión Pichanaki (Llave F) | Defensor Zarumilla vs Unión Pichanaki (Llave F) | Defensor Zarumilla vs Unión Pichanaki (Llave F) | Defensor Zarumilla vs Unión Pichanaki (Llave F) | Defensor Zarumilla vs Unión Pichanaki (Llave F) | Defensor Zarumilla vs Unión Pichanaki (Llave F) | Defensor Zarumilla vs Unión Pichanaki (Llave F) | Defensor Zarumilla vs Unión Pichanaki (Llave F) | Defensor Zarumilla vs Unión Pichanaki (Llave F) | Defensor Zarumilla vs Unión Pichanaki (Llave F) | Defensor Zarumilla vs Unión Pichanaki (Llave F) |     |     |     |     |     |     |     |     |     |     |     |     |     |     |     |     |     |     |     |     |     |     |     |     |     |     |     |     |
| Fecha                                           | Hora                                            | Local                                           | Resultado                                       | Visitante                                       | Estadio                                         | Ciudad                                          |                                                 |                                                 |                                                 |                                                 |                                                 |     |     |     |     |     |     |     |     |     |     |     |     |     |     |     |     |     |     |     |     |     |     |     |     |     |     |     |     |
| Ida                                             | Ida                                             | Ida                                             | Ida                                             | Ida                                             | Ida                                             | Ida                                             | Ida                                             | Ida                                             | Ida                                             | Ida                                             | Ida                                             | Ida | Ida | Ida | Ida | Ida | Ida | Ida | Ida | Ida | Ida | Ida | Ida | Ida | Ida | Ida | Ida | Ida | Ida | Ida | Ida | Ida | Ida | Ida | Ida | Ida | Ida | Ida | Ida |
| ----------------------------------------------- | ----------------------------------------------- | ----------------------------------------------- | ----------------------------------------------- | ----------------------------------------------- | ----------------------------------------------- | ----------------------------------------------- | ----------------------------------------------- | ----------------------------------------------- | ----------------------------------------------- | ----------------------------------------------- | ----------------------------------------------- | --- | --- | --- | --- | --- | --- | --- | --- | --- | --- | --- | --- | --- | --- | --- | --- | --- | --- | --- | --- | --- | --- | --- | --- | --- | --- | --- | --- |
| 02-11                                           | 15:20                                           | Def. Zarumilla                                  | 2-0                                             | Unión Pichanaki                                 | Municipal de Nazca                              | Nazca                                           |                                                 |                                                 |                                                 |                                                 |                                                 |     |     |     |     |     |     |     |     |     |     |     |     |     |     |     |     |     |     |     |     |     |     |     |     |     |     |     |     |
| Vuelta                                          |                                                 |                                                 |                                                 |                                                 |                                                 |                                                 |                                                 |                                                 |                                                 |                                                 |                                                 |     |     |     |     |     |     |     |     |     |     |     |     |     |     |     |     |     |     |     |     |     |     |     |     |     |     |     |     |
| 09-11                                           | 15:15                                           | Unión Pichanaki                                 | 2(4)-0(2)                                       | Defensor Zarumilla                              | Municipal de Pichanaki                          | Pichanaki                                       |                                                 |                                                 |                                                 |                                                 |                                                 |     |     |     |     |     |     |     |     |     |     |     |     |     |     |     |     |     |     |     |     |     |     |     |     |     |     |     |     |
| Clasifica: Unión Pichanaki                      |                                                 |                                                 |                                                 |                                                 |                                                 |                                                 |                                                 |                                                 |                                                 |                                                 |                                                 |     |     |     |     |     |     |     |     |     |     |     |     |     |     |     |     |     |     |     |     |     |     |     |     |     |     |     |     |

| Sportivo Cariocos vs Unión Alto Huarca (Llave G) | Sportivo Cariocos vs Unión Alto Huarca (Llave G) | Sportivo Cariocos vs Unión Alto Huarca (Llave G)           | Sportivo Cariocos vs Unión Alto Huarca (Llave G) | Sportivo Cariocos vs Unión Alto Huarca (Llave G)           | Sportivo Cariocos vs Unión Alto Huarca (Llave G) | Sportivo Cariocos vs Unión Alto Huarca (Llave G) | Sportivo Cariocos vs Unión Alto Huarca (Llave G) | Sportivo Cariocos vs Unión Alto Huarca (Llave G) | Sportivo Cariocos vs Unión Alto Huarca (Llave G) | Sportivo Cariocos vs Unión Alto Huarca (Llave G) | Sportivo Cariocos vs Unión Alto Huarca (Llave G) |     |     |     |     |     |     |     |     |     |     |     |     |     |     |     |     |     |     |     |     |     |     |     |     |     |     |     |     |
| Fecha                                            | Hora                                             | Local                                                      | Resultado                                        | Visitante                                                  | Estadio                                          | Ciudad                                           |                                                  |                                                  |                                                  |                                                  |                                                  |     |     |     |     |     |     |     |     |     |     |     |     |     |     |     |     |     |     |     |     |     |     |     |     |     |     |     |     |
| Ida                                              | Ida                                              | Ida                                                        | Ida                                              | Ida                                                        | Ida                                              | Ida                                              | Ida                                              | Ida                                              | Ida                                              | Ida                                              | Ida                                              | Ida | Ida | Ida | Ida | Ida | Ida | Ida | Ida | Ida | Ida | Ida | Ida | Ida | Ida | Ida | Ida | Ida | Ida | Ida | Ida | Ida | Ida | Ida | Ida | Ida | Ida | Ida | Ida |
| ------------------------------------------------ | ------------------------------------------------ | ---------------------------------------------------------- | ------------------------------------------------ | ---------------------------------------------------------- | ------------------------------------------------ | ------------------------------------------------ | ------------------------------------------------ | ------------------------------------------------ | ------------------------------------------------ | ------------------------------------------------ | ------------------------------------------------ | --- | --- | --- | --- | --- | --- | --- | --- | --- | --- | --- | --- | --- | --- | --- | --- | --- | --- | --- | --- | --- | --- | --- | --- | --- | --- | --- | --- |
| 02-11                                            | 15:15                                            | Archivo:600px 600px solid HEX-FF7518.svg Unión Alto Huarca | 1-1                                              | Sportivo Cariocos                                          | Municipal de Espinar                             | Espinar                                          |                                                  |                                                  |                                                  |                                                  |                                                  |     |     |     |     |     |     |     |     |     |     |     |     |     |     |     |     |     |     |     |     |     |     |     |     |     |     |     |     |
| Vuelta                                           |                                                  |                                                            |                                                  |                                                            |                                                  |                                                  |                                                  |                                                  |                                                  |                                                  |                                                  |     |     |     |     |     |     |     |     |     |     |     |     |     |     |     |     |     |     |     |     |     |     |     |     |     |     |     |     |
| 09-11                                            | 15:15                                            | Sportivo Cariocos                                          | 1-0                                              | Archivo:600px 600px solid HEX-FF7518.svg Unión Alto Huarca | Almirante Miguel Grau                            | El Pedregal                                      |                                                  |                                                  |                                                  |                                                  |                                                  |     |     |     |     |     |     |     |     |     |     |     |     |     |     |     |     |     |     |     |     |     |     |     |     |     |     |     |     |
| Clasifica: Sportivo Cariocos                     |                                                  |                                                            |                                                  |                                                            |                                                  |                                                  |                                                  |                                                  |                                                  |                                                  |                                                  |     |     |     |     |     |     |     |     |     |     |     |     |     |     |     |     |     |     |     |     |     |     |     |     |     |     |     |     |

| Unión Fuerza Minera vs Futuro Majes (Llave H) | Unión Fuerza Minera vs Futuro Majes (Llave H) | Unión Fuerza Minera vs Futuro Majes (Llave H) | Unión Fuerza Minera vs Futuro Majes (Llave H) | Unión Fuerza Minera vs Futuro Majes (Llave H) | Unión Fuerza Minera vs Futuro Majes (Llave H) | Unión Fuerza Minera vs Futuro Majes (Llave H) | Unión Fuerza Minera vs Futuro Majes (Llave H) | Unión Fuerza Minera vs Futuro Majes (Llave H) | Unión Fuerza Minera vs Futuro Majes (Llave H) | Unión Fuerza Minera vs Futuro Majes (Llave H) | Unión Fuerza Minera vs Futuro Majes (Llave H) |     |     |     |     |     |     |     |     |     |     |     |     |     |     |     |     |     |     |     |     |     |     |     |     |     |     |     |     |
| Fecha                                         | Hora                                          | Local                                         | Resultado                                     | Visitante                                     | Estadio                                       | Ciudad                                        |                                               |                                               |                                               |                                               |                                               |     |     |     |     |     |     |     |     |     |     |     |     |     |     |     |     |     |     |     |     |     |     |     |     |     |     |     |     |
| Ida                                           | Ida                                           | Ida                                           | Ida                                           | Ida                                           | Ida                                           | Ida                                           | Ida                                           | Ida                                           | Ida                                           | Ida                                           | Ida                                           | Ida | Ida | Ida | Ida | Ida | Ida | Ida | Ida | Ida | Ida | Ida | Ida | Ida | Ida | Ida | Ida | Ida | Ida | Ida | Ida | Ida | Ida | Ida | Ida | Ida | Ida | Ida | Ida |
| --------------------------------------------- | --------------------------------------------- | --------------------------------------------- | --------------------------------------------- | --------------------------------------------- | --------------------------------------------- | --------------------------------------------- | --------------------------------------------- | --------------------------------------------- | --------------------------------------------- | --------------------------------------------- | --------------------------------------------- | --- | --- | --- | --- | --- | --- | --- | --- | --- | --- | --- | --- | --- | --- | --- | --- | --- | --- | --- | --- | --- | --- | --- | --- | --- | --- | --- | --- |
| 02-11                                         | 15:15                                         | U. Fuerza Minera                              | 5-0                                           | Futuro Majes                                  | Guillermo Briceño                             | Juliaca                                       |                                               |                                               |                                               |                                               |                                               |     |     |     |     |     |     |     |     |     |     |     |     |     |     |     |     |     |     |     |     |     |     |     |     |     |     |     |     |
| Vuelta                                        |                                               |                                               |                                               |                                               |                                               |                                               |                                               |                                               |                                               |                                               |                                               |     |     |     |     |     |     |     |     |     |     |     |     |     |     |     |     |     |     |     |     |     |     |     |     |     |     |     |     |
| 08-11                                         | 15:15                                         | Futuro Majes                                  | 1-3                                           | U. Fuerza Minera                              | Almirante Miguel Grau                         | El Pedregal                                   |                                               |                                               |                                               |                                               |                                               |     |     |     |     |     |     |     |     |     |     |     |     |     |     |     |     |     |     |     |     |     |     |     |     |     |     |     |     |
| Clasifica: Unión Fuerza Minera                |                                               |                                               |                                               |                                               |                                               |                                               |                                               |                                               |                                               |                                               |                                               |     |     |     |     |     |     |     |     |     |     |     |     |     |     |     |     |     |     |     |     |     |     |     |     |     |     |     |     |

- Sport Águila Ganó el partido en mesa por el marcador de 3-0 debido a que Player Villafuerte no cumplió con alinear a un jugador Sub-18.

#### Cuartos de final
| Defensor La Bocana vs Cristal Tumbes (Llave I) | Defensor La Bocana vs Cristal Tumbes (Llave I) | Defensor La Bocana vs Cristal Tumbes (Llave I) | Defensor La Bocana vs Cristal Tumbes (Llave I) | Defensor La Bocana vs Cristal Tumbes (Llave I) | Defensor La Bocana vs Cristal Tumbes (Llave I) | Defensor La Bocana vs Cristal Tumbes (Llave I) | Defensor La Bocana vs Cristal Tumbes (Llave I) | Defensor La Bocana vs Cristal Tumbes (Llave I) | Defensor La Bocana vs Cristal Tumbes (Llave I) | Defensor La Bocana vs Cristal Tumbes (Llave I) | Defensor La Bocana vs Cristal Tumbes (Llave I) |     |     |     |     |     |     |     |     |     |     |     |     |     |     |     |     |     |     |     |     |     |     |     |     |     |     |     |     |
| Fecha                                          | Hora                                           | Local                                          | Resultado                                      | Visitante                                      | Estadio                                        | Ciudad                                         |                                                |                                                |                                                |                                                |                                                |     |     |     |     |     |     |     |     |     |     |     |     |     |     |     |     |     |     |     |     |     |     |     |     |     |     |     |     |
| Ida                                            | Ida                                            | Ida                                            | Ida                                            | Ida                                            | Ida                                            | Ida                                            | Ida                                            | Ida                                            | Ida                                            | Ida                                            | Ida                                            | Ida | Ida | Ida | Ida | Ida | Ida | Ida | Ida | Ida | Ida | Ida | Ida | Ida | Ida | Ida | Ida | Ida | Ida | Ida | Ida | Ida | Ida | Ida | Ida | Ida | Ida | Ida | Ida |
| ---------------------------------------------- | ---------------------------------------------- | ---------------------------------------------- | ---------------------------------------------- | ---------------------------------------------- | ---------------------------------------------- | ---------------------------------------------- | ---------------------------------------------- | ---------------------------------------------- | ---------------------------------------------- | ---------------------------------------------- | ---------------------------------------------- | --- | --- | --- | --- | --- | --- | --- | --- | --- | --- | --- | --- | --- | --- | --- | --- | --- | --- | --- | --- | --- | --- | --- | --- | --- | --- | --- | --- |
| 16-11                                          | 15:15                                          | Def. La Bocana                                 | 2-0                                            | Cristal Tumbes                                 | Sesquicentenario                               | Sechura                                        |                                                |                                                |                                                |                                                |                                                |     |     |     |     |     |     |     |     |     |     |     |     |     |     |     |     |     |     |     |     |     |     |     |     |     |     |     |     |
| Vuelta                                         |                                                |                                                |                                                |                                                |                                                |                                                |                                                |                                                |                                                |                                                |                                                |     |     |     |     |     |     |     |     |     |     |     |     |     |     |     |     |     |     |     |     |     |     |     |     |     |     |     |     |
| 23-11                                          | 15:15                                          | Cristal Tumbes                                 | 1-2                                            | Def. La Bocana                                 | Mariscal Cáceres                               | Tumbes                                         |                                                |                                                |                                                |                                                |                                                |     |     |     |     |     |     |     |     |     |     |     |     |     |     |     |     |     |     |     |     |     |     |     |     |     |     |     |     |
| Clasifica: Defensor La Bocana                  |                                                |                                                |                                                |                                                |                                                |                                                |                                                |                                                |                                                |                                                |                                                |     |     |     |     |     |     |     |     |     |     |     |     |     |     |     |     |     |     |     |     |     |     |     |     |     |     |     |     |

| Sport Loreto vs Aurora Chancayllo (Llave II) | Sport Loreto vs Aurora Chancayllo (Llave II) | Sport Loreto vs Aurora Chancayllo (Llave II) | Sport Loreto vs Aurora Chancayllo (Llave II) | Sport Loreto vs Aurora Chancayllo (Llave II) | Sport Loreto vs Aurora Chancayllo (Llave II) | Sport Loreto vs Aurora Chancayllo (Llave II) | Sport Loreto vs Aurora Chancayllo (Llave II) | Sport Loreto vs Aurora Chancayllo (Llave II) | Sport Loreto vs Aurora Chancayllo (Llave II) | Sport Loreto vs Aurora Chancayllo (Llave II) | Sport Loreto vs Aurora Chancayllo (Llave II) |     |     |     |     |     |     |     |     |     |     |     |     |     |     |     |     |     |     |     |     |     |     |     |     |     |     |     |     |
| Fecha                                        | Hora                                         | Local                                        | Resultado                                    | Visitante                                    | Estadio                                      | Ciudad                                       |                                              |                                              |                                              |                                              |                                              |     |     |     |     |     |     |     |     |     |     |     |     |     |     |     |     |     |     |     |     |     |     |     |     |     |     |     |     |
| Ida                                          | Ida                                          | Ida                                          | Ida                                          | Ida                                          | Ida                                          | Ida                                          | Ida                                          | Ida                                          | Ida                                          | Ida                                          | Ida                                          | Ida | Ida | Ida | Ida | Ida | Ida | Ida | Ida | Ida | Ida | Ida | Ida | Ida | Ida | Ida | Ida | Ida | Ida | Ida | Ida | Ida | Ida | Ida | Ida | Ida | Ida | Ida | Ida |
| -------------------------------------------- | -------------------------------------------- | -------------------------------------------- | -------------------------------------------- | -------------------------------------------- | -------------------------------------------- | -------------------------------------------- | -------------------------------------------- | -------------------------------------------- | -------------------------------------------- | -------------------------------------------- | -------------------------------------------- | --- | --- | --- | --- | --- | --- | --- | --- | --- | --- | --- | --- | --- | --- | --- | --- | --- | --- | --- | --- | --- | --- | --- | --- | --- | --- | --- | --- |
| 16-11                                        | 15:15                                        | Aurora Chancayllo                            | 1-1                                          | Sport Loreto                                 | Rómulo Shaw Cisneros                         | Chancay                                      |                                              |                                              |                                              |                                              |                                              |     |     |     |     |     |     |     |     |     |     |     |     |     |     |     |     |     |     |     |     |     |     |     |     |     |     |     |     |
| Vuelta                                       |                                              |                                              |                                              |                                              |                                              |                                              |                                              |                                              |                                              |                                              |                                              |     |     |     |     |     |     |     |     |     |     |     |     |     |     |     |     |     |     |     |     |     |     |     |     |     |     |     |     |
| 23-11                                        | 15:15                                        | Sport Loreto                                 | 0-0                                          | Aurora Chancayllo                            | Aliardo Soria                                | Pucallpa                                     |                                              |                                              |                                              |                                              |                                              |     |     |     |     |     |     |     |     |     |     |     |     |     |     |     |     |     |     |     |     |     |     |     |     |     |     |     |     |
| Clasifica: Sport Loreto                      |                                              |                                              |                                              |                                              |                                              |                                              |                                              |                                              |                                              |                                              |                                              |     |     |     |     |     |     |     |     |     |     |     |     |     |     |     |     |     |     |     |     |     |     |     |     |     |     |     |     |

| Sport Águila vs Unión Pichanaki (Llave III) | Sport Águila vs Unión Pichanaki (Llave III) | Sport Águila vs Unión Pichanaki (Llave III) | Sport Águila vs Unión Pichanaki (Llave III) | Sport Águila vs Unión Pichanaki (Llave III) | Sport Águila vs Unión Pichanaki (Llave III) | Sport Águila vs Unión Pichanaki (Llave III) | Sport Águila vs Unión Pichanaki (Llave III) | Sport Águila vs Unión Pichanaki (Llave III) | Sport Águila vs Unión Pichanaki (Llave III) | Sport Águila vs Unión Pichanaki (Llave III) | Sport Águila vs Unión Pichanaki (Llave III) |     |     |     |     |     |     |     |     |     |     |     |     |     |     |     |     |     |     |     |     |     |     |     |     |     |     |     |     |
| Fecha                                       | Hora                                        | Local                                       | Resultado                                   | Visitante                                   | Estadio                                     | Ciudad                                      |                                             |                                             |                                             |                                             |                                             |     |     |     |     |     |     |     |     |     |     |     |     |     |     |     |     |     |     |     |     |     |     |     |     |     |     |     |     |
| Ida                                         | Ida                                         | Ida                                         | Ida                                         | Ida                                         | Ida                                         | Ida                                         | Ida                                         | Ida                                         | Ida                                         | Ida                                         | Ida                                         | Ida | Ida | Ida | Ida | Ida | Ida | Ida | Ida | Ida | Ida | Ida | Ida | Ida | Ida | Ida | Ida | Ida | Ida | Ida | Ida | Ida | Ida | Ida | Ida | Ida | Ida | Ida | Ida |
| ------------------------------------------- | ------------------------------------------- | ------------------------------------------- | ------------------------------------------- | ------------------------------------------- | ------------------------------------------- | ------------------------------------------- | ------------------------------------------- | ------------------------------------------- | ------------------------------------------- | ------------------------------------------- | ------------------------------------------- | --- | --- | --- | --- | --- | --- | --- | --- | --- | --- | --- | --- | --- | --- | --- | --- | --- | --- | --- | --- | --- | --- | --- | --- | --- | --- | --- | --- |
| 15-11                                       | 15:15                                       | Sport Águila                                | 1-2                                         | Unión Pichanaki                             | Huancayo                                    | Huancayo                                    |                                             |                                             |                                             |                                             |                                             |     |     |     |     |     |     |     |     |     |     |     |     |     |     |     |     |     |     |     |     |     |     |     |     |     |     |     |     |
| Vuelta                                      |                                             |                                             |                                             |                                             |                                             |                                             |                                             |                                             |                                             |                                             |                                             |     |     |     |     |     |     |     |     |     |     |     |     |     |     |     |     |     |     |     |     |     |     |     |     |     |     |     |     |
| 23-11                                       | 15:15                                       | Unión Pichanaki                             | 0-2                                         | Sport Águila                                | Municipal de Pichanaki                      | Pichanaki                                   |                                             |                                             |                                             |                                             |                                             |     |     |     |     |     |     |     |     |     |     |     |     |     |     |     |     |     |     |     |     |     |     |     |     |     |     |     |     |
| Clasifica: Sport Águila                     |                                             |                                             |                                             |                                             |                                             |                                             |                                             |                                             |                                             |                                             |                                             |     |     |     |     |     |     |     |     |     |     |     |     |     |     |     |     |     |     |     |     |     |     |     |     |     |     |     |     |

| Sportivo Cariocos vs Unión Fuerza Minera (Llave IV) | Sportivo Cariocos vs Unión Fuerza Minera (Llave IV) | Sportivo Cariocos vs Unión Fuerza Minera (Llave IV) | Sportivo Cariocos vs Unión Fuerza Minera (Llave IV) | Sportivo Cariocos vs Unión Fuerza Minera (Llave IV) | Sportivo Cariocos vs Unión Fuerza Minera (Llave IV) | Sportivo Cariocos vs Unión Fuerza Minera (Llave IV) | Sportivo Cariocos vs Unión Fuerza Minera (Llave IV) | Sportivo Cariocos vs Unión Fuerza Minera (Llave IV) | Sportivo Cariocos vs Unión Fuerza Minera (Llave IV) | Sportivo Cariocos vs Unión Fuerza Minera (Llave IV) | Sportivo Cariocos vs Unión Fuerza Minera (Llave IV) |     |     |     |     |     |     |     |     |     |     |     |     |     |     |     |     |     |     |     |     |     |     |     |     |     |     |     |     |
| Fecha                                               | Hora                                                | Local                                               | Resultado                                           | Visitante                                           | Estadio                                             | Ciudad                                              |                                                     |                                                     |                                                     |                                                     |                                                     |     |     |     |     |     |     |     |     |     |     |     |     |     |     |     |     |     |     |     |     |     |     |     |     |     |     |     |     |
| Ida                                                 | Ida                                                 | Ida                                                 | Ida                                                 | Ida                                                 | Ida                                                 | Ida                                                 | Ida                                                 | Ida                                                 | Ida                                                 | Ida                                                 | Ida                                                 | Ida | Ida | Ida | Ida | Ida | Ida | Ida | Ida | Ida | Ida | Ida | Ida | Ida | Ida | Ida | Ida | Ida | Ida | Ida | Ida | Ida | Ida | Ida | Ida | Ida | Ida | Ida | Ida |
| --------------------------------------------------- | --------------------------------------------------- | --------------------------------------------------- | --------------------------------------------------- | --------------------------------------------------- | --------------------------------------------------- | --------------------------------------------------- | --------------------------------------------------- | --------------------------------------------------- | --------------------------------------------------- | --------------------------------------------------- | --------------------------------------------------- | --- | --- | --- | --- | --- | --- | --- | --- | --- | --- | --- | --- | --- | --- | --- | --- | --- | --- | --- | --- | --- | --- | --- | --- | --- | --- | --- | --- |
| 16-11                                               | 15:15                                               | U. Fuerza Minera                                    | 2-1                                                 | Sportivo Cariocos                                   | Guillermo Briceño                                   | Juliaca                                             |                                                     |                                                     |                                                     |                                                     |                                                     |     |     |     |     |     |     |     |     |     |     |     |     |     |     |     |     |     |     |     |     |     |     |     |     |     |     |     |     |
| Vuelta                                              |                                                     |                                                     |                                                     |                                                     |                                                     |                                                     |                                                     |                                                     |                                                     |                                                     |                                                     |     |     |     |     |     |     |     |     |     |     |     |     |     |     |     |     |     |     |     |     |     |     |     |     |     |     |     |     |
| 23-11                                               | 15:15                                               | Sportivo Cariocos                                   | 1-3                                                 | U. Fuerza Minera                                    | Almirante Miguel Grau                               | El Pedregal                                         |                                                     |                                                     |                                                     |                                                     |                                                     |     |     |     |     |     |     |     |     |     |     |     |     |     |     |     |     |     |     |     |     |     |     |     |     |     |     |     |     |
| Clasifica: Unión Fuerza Minera                      |                                                     |                                                     |                                                     |                                                     |                                                     |                                                     |                                                     |                                                     |                                                     |                                                     |                                                     |     |     |     |     |     |     |     |     |     |     |     |     |     |     |     |     |     |     |     |     |     |     |     |     |     |     |     |     |

#### Semifinales
| 1          | POR        | Yefferson Romucho  |     |
| 30         | DEF        | Luis Benítez       |     |
| 19         | DEF        | David Abad         |     |
| 4          | DEF        | Stewart Benítez    |     |
| 5          | DEF        | Miguel Vinces      | 46' |
| 17         | MED        | Kullman Merino     |     |
| 11         | MED        | Carlos Saldarriaga | 59' |
| 12         | MED        | Isidro Arroyo      | 81' |
| 10         | MED        | Ruben Valladares   |     |
| 24         | DEL        | Alfredo Zapata     |     |
| 7          | DEL        | Yordy Reyes        |     |
| Entrenador | Entrenador | Mario Flores       |     |

| 1          | POR        | Frank De La Cruz   |     |
| 2          | DEF        | Christian Cárdenas |     |
| 3          | DEF        | Ronald Matamoro    |     |
| 4          | DEF        | Anthony Velja      |     |
| 7          | DEF        | Edinho Terrones    |     |
| 8          | MED        | Sergio Rengifo     |     |
| 10         | MED        | Ángel Pérez        | 85' |
| 11         | MED        | Carlos Zegarra     |     |
| 13         | MED        | Gerardo Trinidad   | 63' |
| 2          | DEL        | Diego Mayora       |     |
| 17         | DEL        | Danny Kong         | 67' |
| Entrenador | Entrenador | José Ramírez Cuba  |     |

| 9 | DEL | Yordan Ruíz     | 46' |
| 8 | MED | Cesar Fébres    | 59' |
| 3 | DEF | Roberto Cornejo | 81' |

| 19 | MED | Paulo Aguirre    | 63' |
| 9  | DEL | Jhonny Olórtegui | 67' |
| 10 | MED | Gino Ríos        | 85' |

| Anotado | 16' | Yordy Reyes    | 1-1 |
| Anotado | 30' | Alfredo Zapata | 2-1 |
| Anotado | 65' | Yordy Reyes    | 3-1 |
| Anotado | 73' | Yordy Reyes    | 4-1 |
| Anotado | 81' | Yordy Reyes    | 5-1 |

| Anotado | 8' | Diego Mayora | 0-1 |

| Amonestado | 89' | Yefferson Romucho |

| Amonestado | 83' | Ronald Matamoro |

| Árbitro             | José Panta     |
| Árbitros asistentes | Michael Orué   |
| Árbitros asistentes | Abraham Loayza |

| 1          | POR        | Yefferson Romucho  |     |
| 30         | DEF        | Luis Benítez       |     |
| 19         | DEF        | David Abad         |     |
| 4          | DEF        | Stewart Benítez    |     |
| 5          | DEF        | Miguel Vinces      | 46' |
| 17         | MED        | Kullman Merino     |     |
| 11         | MED        | Carlos Saldarriaga | 59' |
| 12         | MED        | Isidro Arroyo      | 81' |
| 10         | MED        | Ruben Valladares   |     |
| 24         | DEL        | Alfredo Zapata     |     |
| 7          | DEL        | Yordy Reyes        |     |
| Entrenador | Entrenador | Mario Flores       |     |

| 1          | POR        | Frank De La Cruz   |     |
| 2          | DEF        | Christian Cárdenas |     |
| 3          | DEF        | Ronald Matamoro    |     |
| 4          | DEF        | Anthony Velja      |     |
| 7          | DEF        | Edinho Terrones    |     |
| 8          | MED        | Sergio Rengifo     |     |
| 10         | MED        | Ángel Pérez        | 85' |
| 11         | MED        | Carlos Zegarra     |     |
| 13         | MED        | Gerardo Trinidad   | 63' |
| 2          | DEL        | Diego Mayora       |     |
| 17         | DEL        | Danny Kong         | 67' |
| Entrenador | Entrenador | José Ramírez Cuba  |     |

| 9 | DEL | Yordan Ruíz     | 46' |
| 8 | MED | Cesar Fébres    | 59' |
| 3 | DEF | Roberto Cornejo | 81' |

| 19 | MED | Paulo Aguirre    | 63' |
| 9  | DEL | Jhonny Olórtegui | 67' |
| 10 | MED | Gino Ríos        | 85' |

| Anotado | 16' | Yordy Reyes    | 1-1 |
| Anotado | 30' | Alfredo Zapata | 2-1 |
| Anotado | 65' | Yordy Reyes    | 3-1 |
| Anotado | 73' | Yordy Reyes    | 4-1 |
| Anotado | 81' | Yordy Reyes    | 5-1 |

| Anotado | 8' | Diego Mayora | 0-1 |

| Amonestado | 89' | Yefferson Romucho |

| Amonestado | 83' | Ronald Matamoro |

| Árbitro             | José Panta     |
| Árbitros asistentes | Michael Orué   |
| Árbitros asistentes | Abraham Loayza |

| 1          | POR        | Yurik Vela         |     |
| 18         | DEF        | Christian Cárdenas | 52' |
| 20         | DEF        | Ronald Matamoro    | 30' |
| 5          | DEF        | Edinho Terrones    |     |
| 24         | DEF        | Reder Izquierdo    |     |
| 13         | MED        | Sergio Rengifo     |     |
| 23         | MED        | Ángel Pérez        | 55' |
| 17         | MED        | Gerardo Trinidad   |     |
| 6          | MED        | Gino Ríos          |     |
| 9          | DEL        | Jhonny Olórtegui   |     |
| 8          | DEL        | Diego Mayora       |     |
| Entrenador | Entrenador | José Ramírez Cuba  |     |

| 1          | POR        | Yefferson Romucho |     |
| 9          | DEF        | José Ruíz         |     |
| 19         | DEF        | David Abad        |     |
| 2          | DEF        | Edsson Díaz       |     |
| 5          | DEF        | Miguel Vinces     |     |
| 17         | MED        | Kullman Merino    |     |
| 8          | MED        | Cesar Fébres      | 20' |
| 12         | MED        | Isidro Arroyo     | 62' |
| 10         | MED        | Rubén Valladares  |     |
| 16         | MED        | Kelvin Alcalde    |     |
| 24         | DEL        | Alfredo Zapata    | 68' |
| Entrenador | Entrenador | Mario Flores      |     |

| 4  | DEF | Anthony Velja | 30' |
| 22 | DEL | Wilger Saboya | 32' |
| 7  | DEF | Robert Romero | 55' |

| 3  | DEF | Roberto Cornejo | 2'  |
| 7  | DEL | Yordy Reyes     | 62' |
| 29 | DEL | Karl Preciado   | 68' |

| Anotado | 43'   | Diego Mayora     | 1-0 |
| Anotado | 45+2' | Edinho Terrones  | 2-0 |
| Anotado | 58'   | Gerardo Trinidad | 3-1 |
| Anotado | 74'   | Diego Mayora     | 4-1 |
| Anotado | 78'   | Jhonny Olórtegui | 5-1 |
| Anotado | 90+1' | Edinho Terrones  | 6-1 |

| Anotado | 50' | Alfredo Zapata | 2-1 |

| Amonestado | 15' | Gerardo Trinidad |
| Amonestado | 46' | Sergio Rengifo   |
| Amonestado | 85' | Gino Ríos        |

| Amonestado | 58' | Alfredo Zapata |
| Amonestado | 65' | Yordy Reyes    |

| Árbitro             | Roberto Mauro |
| Árbitros asistentes | Julio Ávila   |
| Árbitros asistentes | Wilbert Díaz  |

| 1          | POR        | Yurik Vela         |     |
| 18         | DEF        | Christian Cárdenas | 52' |
| 20         | DEF        | Ronald Matamoro    | 30' |
| 5          | DEF        | Edinho Terrones    |     |
| 24         | DEF        | Reder Izquierdo    |     |
| 13         | MED        | Sergio Rengifo     |     |
| 23         | MED        | Ángel Pérez        | 55' |
| 17         | MED        | Gerardo Trinidad   |     |
| 6          | MED        | Gino Ríos          |     |
| 9          | DEL        | Jhonny Olórtegui   |     |
| 8          | DEL        | Diego Mayora       |     |
| Entrenador | Entrenador | José Ramírez Cuba  |     |

| 1          | POR        | Yefferson Romucho |     |
| 9          | DEF        | José Ruíz         |     |
| 19         | DEF        | David Abad        |     |
| 2          | DEF        | Edsson Díaz       |     |
| 5          | DEF        | Miguel Vinces     |     |
| 17         | MED        | Kullman Merino    |     |
| 8          | MED        | Cesar Fébres      | 20' |
| 12         | MED        | Isidro Arroyo     | 62' |
| 10         | MED        | Rubén Valladares  |     |
| 16         | MED        | Kelvin Alcalde    |     |
| 24         | DEL        | Alfredo Zapata    | 68' |
| Entrenador | Entrenador | Mario Flores      |     |

| 4  | DEF | Anthony Velja | 30' |
| 22 | DEL | Wilger Saboya | 32' |
| 7  | DEF | Robert Romero | 55' |

| 3  | DEF | Roberto Cornejo | 2'  |
| 7  | DEL | Yordy Reyes     | 62' |
| 29 | DEL | Karl Preciado   | 68' |

| Anotado | 43'   | Diego Mayora     | 1-0 |
| Anotado | 45+2' | Edinho Terrones  | 2-0 |
| Anotado | 58'   | Gerardo Trinidad | 3-1 |
| Anotado | 74'   | Diego Mayora     | 4-1 |
| Anotado | 78'   | Jhonny Olórtegui | 5-1 |
| Anotado | 90+1' | Edinho Terrones  | 6-1 |

| Anotado | 50' | Alfredo Zapata | 2-1 |

| Amonestado | 15' | Gerardo Trinidad |
| Amonestado | 46' | Sergio Rengifo   |
| Amonestado | 85' | Gino Ríos        |

| Amonestado | 58' | Alfredo Zapata |
| Amonestado | 65' | Yordy Reyes    |

| Árbitro             | Roberto Mauro |
| Árbitros asistentes | Julio Ávila   |
| Árbitros asistentes | Wilbert Díaz  |

| 1          | POR        | James Bustincio       | 46' |
| 3          | DEF        | John Fajardo          | 78' |
| 6          | DEF        | Johan Pineda          |     |
| 2          | DEF        | Miguel Salamanca      |     |
| 20         | DEF        | Diego Angles          |     |
| 22         | MED        | Juan Carlos Añamuro   |     |
| 17         | MED        | Gian Carlo De La Cruz |     |
| 23         | MED        | Moisés Machaca        |     |
| 10         | MED        | Walter Portugal       |     |
| 16         | DEL        | Adhemir Villavicencio |     |
| 19         | DEL        | Héctor Zeta           | 60' |
| Entrenador | Entrenador | Leonardo Morales      |     |

| 12         | POR        | Ray Calderón     |     |
| 2          | DEF        | José Suasnábar   |     |
| 16         | DEF        | Julio Ríos       |     |
| 6          | DEF        | Bruce Espinoza   |     |
| 19         | DEF        | Joao Contreras   |     |
| 20         | MED        | Frederick Fierro | 62' |
| 10         | MED        | Diego Sánchez    | 62' |
| 27         | MED        | Hugo Cabanillas  |     |
| 8          | MED        | Nelson Campos    | 71' |
| 11         | DEL        | Amílcar Lobón    |     |
| 9          | DEL        | Renato Chacón    |     |
| Entrenador | Entrenador | José Tembladera  |     |

| 12 | POR | Job Angles          | 46' |
| 8  | MED | Giancarlo Peña      | 60' |
| 24 | DEF | Giancarlo Arfinengo | 78' |

| 5  | MED | José Zavala  | 62' |
| 7  | MED | Percy Ríos   | 62' |
| 13 | MED | Miguel Ponce | 71' |

| Anotado | 2'  | Adhemir Villavicencio | 1-0 |
| Anotado | 38' | Adhemir Villavicencio | 2-1 |
| Anotado | 42' | Adhemir Villavicencio | 3-1 |
| Anotado | 54' | Adhemir Villavicencio | 4-2 |
| Anotado | 66' | Walter Portugal       | 5-2 |
| Anotado | 80' | Walter Portugal       | 6-2 |

| Anotado | 32' | Frederick Fierro | 1-1 |
| Anotado | 43' | Hugo Cabanillas  | 3-2 |
| Anotado | 89' | Amílcar Lobón    | 6-3 |

| Amonestado | 88' | Giancarlo Arfinengo |

| Árbitro             | Iván Chang    |
| Árbitros asistentes | José Tipián   |
| Árbitros asistentes | Moisés Ibáñez |

| 1          | POR        | James Bustincio       | 46' |
| 3          | DEF        | John Fajardo          | 78' |
| 6          | DEF        | Johan Pineda          |     |
| 2          | DEF        | Miguel Salamanca      |     |
| 20         | DEF        | Diego Angles          |     |
| 22         | MED        | Juan Carlos Añamuro   |     |
| 17         | MED        | Gian Carlo De La Cruz |     |
| 23         | MED        | Moisés Machaca        |     |
| 10         | MED        | Walter Portugal       |     |
| 16         | DEL        | Adhemir Villavicencio |     |
| 19         | DEL        | Héctor Zeta           | 60' |
| Entrenador | Entrenador | Leonardo Morales      |     |

| 12         | POR        | Ray Calderón     |     |
| 2          | DEF        | José Suasnábar   |     |
| 16         | DEF        | Julio Ríos       |     |
| 6          | DEF        | Bruce Espinoza   |     |
| 19         | DEF        | Joao Contreras   |     |
| 20         | MED        | Frederick Fierro | 62' |
| 10         | MED        | Diego Sánchez    | 62' |
| 27         | MED        | Hugo Cabanillas  |     |
| 8          | MED        | Nelson Campos    | 71' |
| 11         | DEL        | Amílcar Lobón    |     |
| 9          | DEL        | Renato Chacón    |     |
| Entrenador | Entrenador | José Tembladera  |     |

| 12 | POR | Job Angles          | 46' |
| 8  | MED | Giancarlo Peña      | 60' |
| 24 | DEF | Giancarlo Arfinengo | 78' |

| 5  | MED | José Zavala  | 62' |
| 7  | MED | Percy Ríos   | 62' |
| 13 | MED | Miguel Ponce | 71' |

| Anotado | 2'  | Adhemir Villavicencio | 1-0 |
| Anotado | 38' | Adhemir Villavicencio | 2-1 |
| Anotado | 42' | Adhemir Villavicencio | 3-1 |
| Anotado | 54' | Adhemir Villavicencio | 4-2 |
| Anotado | 66' | Walter Portugal       | 5-2 |
| Anotado | 80' | Walter Portugal       | 6-2 |

| Anotado | 32' | Frederick Fierro | 1-1 |
| Anotado | 43' | Hugo Cabanillas  | 3-2 |
| Anotado | 89' | Amílcar Lobón    | 6-3 |

| Amonestado | 88' | Giancarlo Arfinengo |

| Árbitro             | Iván Chang    |
| Árbitros asistentes | José Tipián   |
| Árbitros asistentes | Moisés Ibáñez |

| 12         | POR        | Ray Calderón     |     |
| 2          | DEF        | José Suasnábar   |     |
| 5          | DEF        | José Zavala      |     |
| 6          | DEF        | Bruce Espinoza   |     |
| 19         | DEF        | Joao Contreras   | 46' |
| 15         | MED        | Frederick Fierro |     |
| 8          | MED        | Nelson Campos    | 46' |
| 10         | MED        | Diego Sánchez    |     |
| 27         | MED        | Hugo Cabanillas  |     |
| 11         | DEL        | Amílcar Lobón    |     |
| 16         | DEL        | Julio Ríos       | 46' |
| Entrenador | Entrenador | Dither Mori      |     |

| 12         | POR        | Job Angles            |     |
| 20         | DEF        | Diego Angles          |     |
| 3          | DEF        | John Fajardo          |     |
| 6          | DEF        | Johan Pineda          |     |
| 2          | DEF        | Miguel Salamanca      |     |
| 22         | MED        | Juan Carlos Añamuro   |     |
| 7          | MED        | Giancarlo De La Cruz  |     |
| 23         | MED        | Moisés Machaca        |     |
| 10         | MED        | Walter Portugal       |     |
| 16         | MED        | Adhemir Villavicencio |     |
| 8          | DEL        | Giancarlo Peña        | 28' |
| Entrenador | Entrenador | Leonardo Morales      |     |

| 7  | MED | Percy Ríos    | 46' |
| 12 | MED | Miguel Ponce  | 46' |
| 9  | DEL | Renato Chacón | 46' |

| 19 | DEL | Héctor Zeta | 28' |

| Anotado | 5' | Amílcar Lobón | 1-0 |

| Anotado | 30' | Adhemir Villavicencio | 1-1 |
| Anotado | 89' | Héctor Zeta           | 1-2 |

| Amonestado | 25' | Diego Sánchez  |
| Amonestado | 40' | Bruce Espinoza |

| Amonestado | 22' | Juan Carlos Añamuro |

| Árbitro             | Yovani Quevedo |
| Árbitros asistentes | Michael Orué   |
| Árbitros asistentes | Abraham Loayza |

| 12         | POR        | Ray Calderón     |     |
| 2          | DEF        | José Suasnábar   |     |
| 5          | DEF        | José Zavala      |     |
| 6          | DEF        | Bruce Espinoza   |     |
| 19         | DEF        | Joao Contreras   | 46' |
| 15         | MED        | Frederick Fierro |     |
| 8          | MED        | Nelson Campos    | 46' |
| 10         | MED        | Diego Sánchez    |     |
| 27         | MED        | Hugo Cabanillas  |     |
| 11         | DEL        | Amílcar Lobón    |     |
| 16         | DEL        | Julio Ríos       | 46' |
| Entrenador | Entrenador | Dither Mori      |     |

| 12         | POR        | Job Angles            |     |
| 20         | DEF        | Diego Angles          |     |
| 3          | DEF        | John Fajardo          |     |
| 6          | DEF        | Johan Pineda          |     |
| 2          | DEF        | Miguel Salamanca      |     |
| 22         | MED        | Juan Carlos Añamuro   |     |
| 7          | MED        | Giancarlo De La Cruz  |     |
| 23         | MED        | Moisés Machaca        |     |
| 10         | MED        | Walter Portugal       |     |
| 16         | MED        | Adhemir Villavicencio |     |
| 8          | DEL        | Giancarlo Peña        | 28' |
| Entrenador | Entrenador | Leonardo Morales      |     |

| 7  | MED | Percy Ríos    | 46' |
| 12 | MED | Miguel Ponce  | 46' |
| 9  | DEL | Renato Chacón | 46' |

| 19 | DEL | Héctor Zeta | 28' |

| Anotado | 5' | Amílcar Lobón | 1-0 |

| Anotado | 30' | Adhemir Villavicencio | 1-1 |
| Anotado | 89' | Héctor Zeta           | 1-2 |

| Amonestado | 25' | Diego Sánchez  |
| Amonestado | 40' | Bruce Espinoza |

| Amonestado | 22' | Juan Carlos Añamuro |

| Árbitro             | Yovani Quevedo |
| Árbitros asistentes | Michael Orué   |
| Árbitros asistentes | Abraham Loayza |

- El partido fue suspendido debido al impacto de un rayo en el terreno de juego que afecto a un jugador del club Sport Águila y a un Juez de Línea. Se reanudó el 11 de diciembre con triunfo de Fuerza Minera 2 a 1 sobre Sport Águila.

#### Finalísima
| Sport Loreto vs Unión Fuerza Minera                     | Sport Loreto vs Unión Fuerza Minera | Sport Loreto vs Unión Fuerza Minera | Sport Loreto vs Unión Fuerza Minera | Sport Loreto vs Unión Fuerza Minera | Sport Loreto vs Unión Fuerza Minera | Sport Loreto vs Unión Fuerza Minera | Sport Loreto vs Unión Fuerza Minera | Sport Loreto vs Unión Fuerza Minera | Sport Loreto vs Unión Fuerza Minera | Sport Loreto vs Unión Fuerza Minera | Sport Loreto vs Unión Fuerza Minera |     |     |     |     |     |     |     |     |     |     |     |     |     |     |     |     |     |     |     |     |     |     |     |     |     |     |     |     |
| Fecha                                                   | Hora                                | Local                               | Resultado                           | Visitante                           | Estadio                             | Ciudad                              | TV                                  |                                     |                                     |                                     |                                     |     |     |     |     |     |     |     |     |     |     |     |     |     |     |     |     |     |     |     |     |     |     |     |     |     |     |     |     |
| Ida                                                     | Ida                                 | Ida                                 | Ida                                 | Ida                                 | Ida                                 | Ida                                 | Ida                                 | Ida                                 | Ida                                 | Ida                                 | Ida                                 | Ida | Ida | Ida | Ida | Ida | Ida | Ida | Ida | Ida | Ida | Ida | Ida | Ida | Ida | Ida | Ida | Ida | Ida | Ida | Ida | Ida | Ida | Ida | Ida | Ida | Ida | Ida | Ida |
| ------------------------------------------------------- | ----------------------------------- | ----------------------------------- | ----------------------------------- | ----------------------------------- | ----------------------------------- | ----------------------------------- | ----------------------------------- | ----------------------------------- | ----------------------------------- | ----------------------------------- | ----------------------------------- | --- | --- | --- | --- | --- | --- | --- | --- | --- | --- | --- | --- | --- | --- | --- | --- | --- | --- | --- | --- | --- | --- | --- | --- | --- | --- | --- | --- |
| 15-12                                                   | 15:30                               | Sport Loreto                        | 4-1                                 | Unión Fuerza Minera                 | Aliardo Soria                       | Pucallpa                            |                                     |                                     |                                     |                                     |                                     |     |     |     |     |     |     |     |     |     |     |     |     |     |     |     |     |     |     |     |     |     |     |     |     |     |     |     |     |
| Vuelta                                                  |                                     |                                     |                                     |                                     |                                     |                                     |                                     |                                     |                                     |                                     |                                     |     |     |     |     |     |     |     |     |     |     |     |     |     |     |     |     |     |     |     |     |     |     |     |     |     |     |     |     |
| 21-12                                                   | 13:00                               | Unión Fuerza Minera                 | 1-0                                 | Sport Loreto                        | Guillermo Briceño                   | Juliaca                             |                                     |                                     |                                     |                                     |                                     |     |     |     |     |     |     |     |     |     |     |     |     |     |     |     |     |     |     |     |     |     |     |     |     |     |     |     |     |
| Jugará el Campeonato Descentralizado 2015: Sport Loreto |                                     |                                     |                                     |                                     |                                     |                                     |                                     |                                     |                                     |                                     |                                     |     |     |     |     |     |     |     |     |     |     |     |     |     |     |     |     |     |     |     |     |     |     |     |     |     |     |     |     |

### Ida
| 25         | POR        | Robinson Matamoro |     |
| 7          | DEF        | Robert Cornejo    |     |
| 4          | DEF        | Anthony Velja     |     |
| 24         | DEF        | Reder Izquierdo   |     |
| 5          | DEF        | Edinho Terrones   |     |
| 13         | MED        | Sergio Rengifo    |     |
| 17         | MED        | Gerardo Trinidad  | 57' |
| 23         | MED        | Ángel Pérez       | 72' |
| 10         | MED        | Gino Ríos         |     |
| 9          | DEL        | Jhonny Olórtegui  | 63' |
| 8          | DEL        | Diego Mayora      |     |
| Entrenador | Entrenador | José Ramírez Cuba |     |

| 12         | POR        | Job Angles            |     |
| 20         | DEF        | Diego Angles          |     |
| 3          | DEF        | John Fajardo          |     |
| 6          | DEF        | Johan Pineda          |     |
| 2          | DEF        | Miguel Salamanca      |     |
| 10         | MED        | Walter Portugal       | 83' |
| 7          | MED        | Giancarlo De La Cruz  |     |
| 23         | MED        | Moisés Machaca        |     |
| 9          | MED        | Edwin Flores          | 65' |
| 16         | DEL        | Adhemir Villavicencio |     |
| 24         | DEL        | Héctor Zeta           | 46' |
| Entrenador | Entrenador | Leonardo Morales      |     |

| 14 | MED | Carlos Zegarra     | 57' |
| 22 | MED | Wilger Saboya      | 63' |
| 18 | DEF | Christian Cárdenas | 72' |

| 8  | MED | Giancarlo Peña     | 46' |
| 15 | DEL | Elvis Paye         | 68' |
| 29 | DEF | Eder Villavicencio | 83' |

| Anotado | 29' | Diego Mayora    | 1-0 |
| Anotado | 63' | Diego Mayora    | 2-0 |
| Anotado | 75' | Edinho Terrones | 3-0 |
| Anotado | 84' | Diego Mayora    | 4-0 |

| Anotado | 87' | John Fajardo | 4-1 |

| Amonestado | 38' | Jhonny Olórtegui |
| Amonestado | 56' | Gerardo Trinidad |

| Amonestado | 39' | Adhemir Villavicencio |

| Expulsado | 66' | Robert Romero |

| Expulsado                                | 66'    | Moisés Machaca |
| Otorgado · Otorgado otra vez · Expulsado | 6' 77' | Johan Pineda   |

| Árbitro             | Víctor Hugo Carrillo |
| Árbitros asistentes | Cesar Escano         |
| Árbitros asistentes | Jonny Bossio         |
| Cuarto árbitro      | Henry Gambetta       |

| 25         | POR        | Robinson Matamoro |     |
| 7          | DEF        | Robert Cornejo    |     |
| 4          | DEF        | Anthony Velja     |     |
| 24         | DEF        | Reder Izquierdo   |     |
| 5          | DEF        | Edinho Terrones   |     |
| 13         | MED        | Sergio Rengifo    |     |
| 17         | MED        | Gerardo Trinidad  | 57' |
| 23         | MED        | Ángel Pérez       | 72' |
| 10         | MED        | Gino Ríos         |     |
| 9          | DEL        | Jhonny Olórtegui  | 63' |
| 8          | DEL        | Diego Mayora      |     |
| Entrenador | Entrenador | José Ramírez Cuba |     |

| 12         | POR        | Job Angles            |     |
| 20         | DEF        | Diego Angles          |     |
| 3          | DEF        | John Fajardo          |     |
| 6          | DEF        | Johan Pineda          |     |
| 2          | DEF        | Miguel Salamanca      |     |
| 10         | MED        | Walter Portugal       | 83' |
| 7          | MED        | Giancarlo De La Cruz  |     |
| 23         | MED        | Moisés Machaca        |     |
| 9          | MED        | Edwin Flores          | 65' |
| 16         | DEL        | Adhemir Villavicencio |     |
| 24         | DEL        | Héctor Zeta           | 46' |
| Entrenador | Entrenador | Leonardo Morales      |     |

| 14 | MED | Carlos Zegarra     | 57' |
| 22 | MED | Wilger Saboya      | 63' |
| 18 | DEF | Christian Cárdenas | 72' |

| 8  | MED | Giancarlo Peña     | 46' |
| 15 | DEL | Elvis Paye         | 68' |
| 29 | DEF | Eder Villavicencio | 83' |

| Anotado | 29' | Diego Mayora    | 1-0 |
| Anotado | 63' | Diego Mayora    | 2-0 |
| Anotado | 75' | Edinho Terrones | 3-0 |
| Anotado | 84' | Diego Mayora    | 4-0 |

| Anotado | 87' | John Fajardo | 4-1 |

| Amonestado | 38' | Jhonny Olórtegui |
| Amonestado | 56' | Gerardo Trinidad |

| Amonestado | 39' | Adhemir Villavicencio |

| Expulsado | 66' | Robert Romero |

| Expulsado                                | 66'    | Moisés Machaca |
| Otorgado · Otorgado otra vez · Expulsado | 6' 77' | Johan Pineda   |

| Árbitro             | Víctor Hugo Carrillo |
| Árbitros asistentes | Cesar Escano         |
| Árbitros asistentes | Jonny Bossio         |
| Cuarto árbitro      | Henry Gambetta       |

### Vuelta
| 12         | POR        | Job Angles            |     |
| 13         | DEF        | René Ticona           | 25' |
| 24         | DEF        | Giancarlo Arfinengo   | 80' |
| 3          | DEF        | John Fajardo          |     |
| 2          | DEF        | Miguel Salamanca      |     |
| 20         | MED        | Diego Angles          |     |
| 22         | MED        | Juan Carlos Añamuro   |     |
| 7          | MED        | Gian Carlo De La Cruz |     |
| 10         | MED        | Walter Portugal       |     |
| 15         | DEL        | Elvis Paye            | 62' |
| 16         | DEL        | Adhemir Villavicencio |     |
| Entrenador | Entrenador | Leonardo Morales      |     |

| 12         | POR        | Robinson Matamoro      |     |
| 20         | DEF        | Reder Izquierdo        | 81' |
| 3          | DEF        | Edinho Terrones        |     |
| 6          | DEF        | Anthony Velja          |     |
| 2          | DEF        | Carlos Eduardo Zegarra |     |
| 10         | MED        | Sergio Rengifo         |     |
| 7          | MED        | Gerardo Trinidad       |     |
| 23         | MED        | Ángel Pérez            |     |
| 9          | MED        | Gino Ríos              | 46' |
| 16         | DEL        | Danny Kong             |     |
| 24         | DEL        | Diego Mayora           |     |
| Entrenador | Entrenador | José Ramírez Cuba      |     |

| 19 | DEL | Héctor Zeta  | 25' |
| 9  | DEL | Edwin Flores | 62' |
| 11 | MED | Axel Campos  | 72' |

| 18 | MED | Paolo Cárdenas | 46' |
| 6  | DEF | Edgard Rujel   | 81' |

| Anotado | 74' | Walter Portugal | 1-0 |

| Amonestado | 50' | Adhemir Villavicencio |
| Amonestado | 54' | Miguel Salamanca      |

| Amonestado | 47' | Sergio Rengifo    |
| Amonestado | 49' | Gerardo Trinidad  |
| Amonestado | 87' | Robinson Matamoro |

| Árbitro             | Manuel Garay    |
| Árbitros asistentes | Braulio Cornejo |
| Árbitros asistentes | Coty Carrera    |
| Cuarto árbitro      | Iván Chang      |

| 12         | POR        | Job Angles            |     |
| 13         | DEF        | René Ticona           | 25' |
| 24         | DEF        | Giancarlo Arfinengo   | 80' |
| 3          | DEF        | John Fajardo          |     |
| 2          | DEF        | Miguel Salamanca      |     |
| 20         | MED        | Diego Angles          |     |
| 22         | MED        | Juan Carlos Añamuro   |     |
| 7          | MED        | Gian Carlo De La Cruz |     |
| 10         | MED        | Walter Portugal       |     |
| 15         | DEL        | Elvis Paye            | 62' |
| 16         | DEL        | Adhemir Villavicencio |     |
| Entrenador | Entrenador | Leonardo Morales      |     |

| 12         | POR        | Robinson Matamoro      |     |
| 20         | DEF        | Reder Izquierdo        | 81' |
| 3          | DEF        | Edinho Terrones        |     |
| 6          | DEF        | Anthony Velja          |     |
| 2          | DEF        | Carlos Eduardo Zegarra |     |
| 10         | MED        | Sergio Rengifo         |     |
| 7          | MED        | Gerardo Trinidad       |     |
| 23         | MED        | Ángel Pérez            |     |
| 9          | MED        | Gino Ríos              | 46' |
| 16         | DEL        | Danny Kong             |     |
| 24         | DEL        | Diego Mayora           |     |
| Entrenador | Entrenador | José Ramírez Cuba      |     |

| 19 | DEL | Héctor Zeta  | 25' |
| 9  | DEL | Edwin Flores | 62' |
| 11 | MED | Axel Campos  | 72' |

| 18 | MED | Paolo Cárdenas | 46' |
| 6  | DEF | Edgard Rujel   | 81' |

| Anotado | 74' | Walter Portugal | 1-0 |

| Amonestado | 50' | Adhemir Villavicencio |
| Amonestado | 54' | Miguel Salamanca      |

| Amonestado | 47' | Sergio Rengifo    |
| Amonestado | 49' | Gerardo Trinidad  |
| Amonestado | 87' | Robinson Matamoro |

| Árbitro             | Manuel Garay    |
| Árbitros asistentes | Braulio Cornejo |
| Árbitros asistentes | Coty Carrera    |
| Cuarto árbitro      | Iván Chang      |

|                        |
| Campeón                |
| Sport Loreto 1º título |

| Sport Loreto Campaña 2014                 | Sport Loreto Campaña 2014            | Sport Loreto Campaña 2014            | Sport Loreto Campaña 2014            | Sport Loreto Campaña 2014            | Sport Loreto Campaña 2014            | Sport Loreto Campaña 2014            | Sport Loreto Campaña 2014            | Sport Loreto Campaña 2014            | Sport Loreto Campaña 2014            | Sport Loreto Campaña 2014            | Sport Loreto Campaña 2014            | Sport Loreto Campaña 2014            | Sport Loreto Campaña 2014            | Sport Loreto Campaña 2014            | Sport Loreto Campaña 2014            | Sport Loreto Campaña 2014            | Sport Loreto Campaña 2014            | Sport Loreto Campaña 2014            | Sport Loreto Campaña 2014            | Sport Loreto Campaña 2014            | Sport Loreto Campaña 2014            | Sport Loreto Campaña 2014            | Sport Loreto Campaña 2014            | Sport Loreto Campaña 2014            | Sport Loreto Campaña 2014            | Sport Loreto Campaña 2014            | Sport Loreto Campaña 2014            | Sport Loreto Campaña 2014            | Sport Loreto Campaña 2014            | Sport Loreto Campaña 2014            | Sport Loreto Campaña 2014            | Sport Loreto Campaña 2014            | Sport Loreto Campaña 2014            | Sport Loreto Campaña 2014            | Sport Loreto Campaña 2014            | Sport Loreto Campaña 2014            | Sport Loreto Campaña 2014            | Sport Loreto Campaña 2014            | Sport Loreto Campaña 2014            | Sport Loreto Campaña 2014 | Sport Loreto Campaña 2014 | Sport Loreto Campaña 2014 |
| Etapa Provincial de Coronel Portillo      | Etapa Provincial de Coronel Portillo | Etapa Provincial de Coronel Portillo | Etapa Provincial de Coronel Portillo | Etapa Provincial de Coronel Portillo | Etapa Provincial de Coronel Portillo | Etapa Provincial de Coronel Portillo | Etapa Provincial de Coronel Portillo | Etapa Provincial de Coronel Portillo | Etapa Provincial de Coronel Portillo | Etapa Provincial de Coronel Portillo | Etapa Provincial de Coronel Portillo | Etapa Provincial de Coronel Portillo | Etapa Provincial de Coronel Portillo | Etapa Provincial de Coronel Portillo | Etapa Provincial de Coronel Portillo | Etapa Provincial de Coronel Portillo | Etapa Provincial de Coronel Portillo | Etapa Provincial de Coronel Portillo | Etapa Provincial de Coronel Portillo | Etapa Provincial de Coronel Portillo | Etapa Provincial de Coronel Portillo | Etapa Provincial de Coronel Portillo | Etapa Provincial de Coronel Portillo | Etapa Provincial de Coronel Portillo | Etapa Provincial de Coronel Portillo | Etapa Provincial de Coronel Portillo | Etapa Provincial de Coronel Portillo | Etapa Provincial de Coronel Portillo | Etapa Provincial de Coronel Portillo | Etapa Provincial de Coronel Portillo | Etapa Provincial de Coronel Portillo | Etapa Provincial de Coronel Portillo | Etapa Provincial de Coronel Portillo | Etapa Provincial de Coronel Portillo | Etapa Provincial de Coronel Portillo | Etapa Provincial de Coronel Portillo | Etapa Provincial de Coronel Portillo | Etapa Provincial de Coronel Portillo | Etapa Provincial de Coronel Portillo |                           |                           |                           |
| Fecha                                     | Estadio                              | Ciudad                               | Local                                | Score                                | Visitante                            |                                      |                                      |                                      |                                      |                                      |                                      |                                      |                                      |                                      |                                      |                                      |                                      |                                      |                                      |                                      |                                      |                                      |                                      |                                      |                                      |                                      |                                      |                                      |                                      |                                      |                                      |                                      |                                      |                                      |                                      |                                      |                                      |                                      |                                      |                           |                           |                           |
| ----------------------------------------- | ------------------------------------ | ------------------------------------ | ------------------------------------ | ------------------------------------ | ------------------------------------ | ------------------------------------ | ------------------------------------ | ------------------------------------ | ------------------------------------ | ------------------------------------ | ------------------------------------ | ------------------------------------ | ------------------------------------ | ------------------------------------ | ------------------------------------ | ------------------------------------ | ------------------------------------ | ------------------------------------ | ------------------------------------ | ------------------------------------ | ------------------------------------ | ------------------------------------ | ------------------------------------ | ------------------------------------ | ------------------------------------ | ------------------------------------ | ------------------------------------ | ------------------------------------ | ------------------------------------ | ------------------------------------ | ------------------------------------ | ------------------------------------ | ------------------------------------ | ------------------------------------ | ------------------------------------ | ------------------------------------ | ------------------------------------ | ------------------------------------ | ------------------------------------ | ------------------------- | ------------------------- | ------------------------- |
| 08-06-2014                                | Aliardo Soria                        | Pucallpa                             | Sport Loreto                         | 13-0                                 | San Francisco (Manantay)             |                                      |                                      |                                      |                                      |                                      |                                      |                                      |                                      |                                      |                                      |                                      |                                      |                                      |                                      |                                      |                                      |                                      |                                      |                                      |                                      |                                      |                                      |                                      |                                      |                                      |                                      |                                      |                                      |                                      |                                      |                                      |                                      |                                      |                                      |                           |                           |                           |
| 14-06-2014                                | Aliardo Soria                        | Pucallpa                             | San Francisco                        | 0-21                                 | Sport Loreto                         |                                      |                                      |                                      |                                      |                                      |                                      |                                      |                                      |                                      |                                      |                                      |                                      |                                      |                                      |                                      |                                      |                                      |                                      |                                      |                                      |                                      |                                      |                                      |                                      |                                      |                                      |                                      |                                      |                                      |                                      |                                      |                                      |                                      |                                      |                           |                           |                           |
| Etapa Departamental de Ucayali            |                                      |                                      |                                      |                                      |                                      |                                      |                                      |                                      |                                      |                                      |                                      |                                      |                                      |                                      |                                      |                                      |                                      |                                      |                                      |                                      |                                      |                                      |                                      |                                      |                                      |                                      |                                      |                                      |                                      |                                      |                                      |                                      |                                      |                                      |                                      |                                      |                                      |                                      |                                      |                           |                           |                           |
| 10-08-2014                                | Municipal de Aguaytía                | Aguaytía                             | Asociación Cocaleros                 | 0-2                                  | Sport Loreto                         |                                      |                                      |                                      |                                      |                                      |                                      |                                      |                                      |                                      |                                      |                                      |                                      |                                      |                                      |                                      |                                      |                                      |                                      |                                      |                                      |                                      |                                      |                                      |                                      |                                      |                                      |                                      |                                      |                                      |                                      |                                      |                                      |                                      |                                      |                           |                           |                           |
| 17-08-2014                                | Aliardo Soria                        | Pucallpa                             | Sport Loreto                         | 4-1                                  | Asociación Cocaleros (Padre Abad)    |                                      |                                      |                                      |                                      |                                      |                                      |                                      |                                      |                                      |                                      |                                      |                                      |                                      |                                      |                                      |                                      |                                      |                                      |                                      |                                      |                                      |                                      |                                      |                                      |                                      |                                      |                                      |                                      |                                      |                                      |                                      |                                      |                                      |                                      |                           |                           |                           |
| 20-08-2014                                | Aliardo Soria                        | Pucallpa                             | Sport Loreto                         | 5-1                                  | Puerto Victoria (Puerto Inca)        |                                      |                                      |                                      |                                      |                                      |                                      |                                      |                                      |                                      |                                      |                                      |                                      |                                      |                                      |                                      |                                      |                                      |                                      |                                      |                                      |                                      |                                      |                                      |                                      |                                      |                                      |                                      |                                      |                                      |                                      |                                      |                                      |                                      |                                      |                           |                           |                           |
| 24-08-2014                                | Aliardo Soria                        | Pucallpa                             | Sport Loreto                         | 5-1                                  | Deportivo Hospital (Atalaya)         |                                      |                                      |                                      |                                      |                                      |                                      |                                      |                                      |                                      |                                      |                                      |                                      |                                      |                                      |                                      |                                      |                                      |                                      |                                      |                                      |                                      |                                      |                                      |                                      |                                      |                                      |                                      |                                      |                                      |                                      |                                      |                                      |                                      |                                      |                           |                           |                           |
| 27-08-2014                                | Aliardo Soria                        | Pucallpa                             | Sport Loreto                         | 4-1                                  | Deportivo Otorongo (Padre Abad)      |                                      |                                      |                                      |                                      |                                      |                                      |                                      |                                      |                                      |                                      |                                      |                                      |                                      |                                      |                                      |                                      |                                      |                                      |                                      |                                      |                                      |                                      |                                      |                                      |                                      |                                      |                                      |                                      |                                      |                                      |                                      |                                      |                                      |                                      |                           |                           |                           |
| 03-09-2014                                | Aliardo Soria                        | Pucallpa                             | Sport Loreto                         | 2-1                                  | Santa Rosa (Pucallpa)                |                                      |                                      |                                      |                                      |                                      |                                      |                                      |                                      |                                      |                                      |                                      |                                      |                                      |                                      |                                      |                                      |                                      |                                      |                                      |                                      |                                      |                                      |                                      |                                      |                                      |                                      |                                      |                                      |                                      |                                      |                                      |                                      |                                      |                                      |                           |                           |                           |
| Etapa Regional: Región III                |                                      |                                      |                                      |                                      |                                      |                                      |                                      |                                      |                                      |                                      |                                      |                                      |                                      |                                      |                                      |                                      |                                      |                                      |                                      |                                      |                                      |                                      |                                      |                                      |                                      |                                      |                                      |                                      |                                      |                                      |                                      |                                      |                                      |                                      |                                      |                                      |                                      |                                      |                                      |                           |                           |                           |
| 21-09-2014                                | Aliardo Soria                        | Pucallpa                             | Sport Loreto                         | 4-1                                  | Santa Rosa                           |                                      |                                      |                                      |                                      |                                      |                                      |                                      |                                      |                                      |                                      |                                      |                                      |                                      |                                      |                                      |                                      |                                      |                                      |                                      |                                      |                                      |                                      |                                      |                                      |                                      |                                      |                                      |                                      |                                      |                                      |                                      |                                      |                                      |                                      |                           |                           |                           |
| 27-09-2014                                | Aliardo Soria                        | Pucallpa                             | Sport Loreto                         | 3-0                                  | CNI                                  |                                      |                                      |                                      |                                      |                                      |                                      |                                      |                                      |                                      |                                      |                                      |                                      |                                      |                                      |                                      |                                      |                                      |                                      |                                      |                                      |                                      |                                      |                                      |                                      |                                      |                                      |                                      |                                      |                                      |                                      |                                      |                                      |                                      |                                      |                           |                           |                           |
| 12-10-2014                                | Aliardo Soria                        | Pucallpa                             | Sport Loreto                         | 0-0                                  | San Francisco                        |                                      |                                      |                                      |                                      |                                      |                                      |                                      |                                      |                                      |                                      |                                      |                                      |                                      |                                      |                                      |                                      |                                      |                                      |                                      |                                      |                                      |                                      |                                      |                                      |                                      |                                      |                                      |                                      |                                      |                                      |                                      |                                      |                                      |                                      |                           |                           |                           |
| 15-10-2014                                | Aliardo Soria                        | Pucallpa                             | Santa Rosa                           | 1-1                                  | Sport Loreto                         |                                      |                                      |                                      |                                      |                                      |                                      |                                      |                                      |                                      |                                      |                                      |                                      |                                      |                                      |                                      |                                      |                                      |                                      |                                      |                                      |                                      |                                      |                                      |                                      |                                      |                                      |                                      |                                      |                                      |                                      |                                      |                                      |                                      |                                      |                           |                           |                           |
| 18-10-2014                                | Max Augustín                         | Iquitos                              | San Francisco                        | 0-1                                  | Sport Loreto                         |                                      |                                      |                                      |                                      |                                      |                                      |                                      |                                      |                                      |                                      |                                      |                                      |                                      |                                      |                                      |                                      |                                      |                                      |                                      |                                      |                                      |                                      |                                      |                                      |                                      |                                      |                                      |                                      |                                      |                                      |                                      |                                      |                                      |                                      |                           |                           |                           |
| 22-10-2014                                | Max Augustín                         | Iquitos                              | CNI                                  | 2-0                                  | Sport Loreto                         |                                      |                                      |                                      |                                      |                                      |                                      |                                      |                                      |                                      |                                      |                                      |                                      |                                      |                                      |                                      |                                      |                                      |                                      |                                      |                                      |                                      |                                      |                                      |                                      |                                      |                                      |                                      |                                      |                                      |                                      |                                      |                                      |                                      |                                      |                           |                           |                           |
| Etapa Nacional: octavos de final          |                                      |                                      |                                      |                                      |                                      |                                      |                                      |                                      |                                      |                                      |                                      |                                      |                                      |                                      |                                      |                                      |                                      |                                      |                                      |                                      |                                      |                                      |                                      |                                      |                                      |                                      |                                      |                                      |                                      |                                      |                                      |                                      |                                      |                                      |                                      |                                      |                                      |                                      |                                      |                           |                           |                           |
| 02-11-2014                                | Aliardo Soria                        | Pucallpa                             | Sport Loreto                         | 3-0                                  | Juventud América                     |                                      |                                      |                                      |                                      |                                      |                                      |                                      |                                      |                                      |                                      |                                      |                                      |                                      |                                      |                                      |                                      |                                      |                                      |                                      |                                      |                                      |                                      |                                      |                                      |                                      |                                      |                                      |                                      |                                      |                                      |                                      |                                      |                                      |                                      |                           |                           |                           |
| 09-11-2014                                | Oscar Ramos Cabieses                 | Imperial                             | Juventud América                     | 0-0                                  | Sport Loreto                         |                                      |                                      |                                      |                                      |                                      |                                      |                                      |                                      |                                      |                                      |                                      |                                      |                                      |                                      |                                      |                                      |                                      |                                      |                                      |                                      |                                      |                                      |                                      |                                      |                                      |                                      |                                      |                                      |                                      |                                      |                                      |                                      |                                      |                                      |                           |                           |                           |
| Etapa Nacional: Cuartos de final          |                                      |                                      |                                      |                                      |                                      |                                      |                                      |                                      |                                      |                                      |                                      |                                      |                                      |                                      |                                      |                                      |                                      |                                      |                                      |                                      |                                      |                                      |                                      |                                      |                                      |                                      |                                      |                                      |                                      |                                      |                                      |                                      |                                      |                                      |                                      |                                      |                                      |                                      |                                      |                           |                           |                           |
| 16-11-2014                                | Rómulo Shaw                          | Chancay                              | Aurora Chancayllo                    | 1-1                                  | Sport Loreto                         |                                      |                                      |                                      |                                      |                                      |                                      |                                      |                                      |                                      |                                      |                                      |                                      |                                      |                                      |                                      |                                      |                                      |                                      |                                      |                                      |                                      |                                      |                                      |                                      |                                      |                                      |                                      |                                      |                                      |                                      |                                      |                                      |                                      |                                      |                           |                           |                           |
| 23-11-2014                                | Aliardo Soria                        | Pucallpa                             | Sport Loreto                         | 0-0                                  | Aurora Chancayllo                    |                                      |                                      |                                      |                                      |                                      |                                      |                                      |                                      |                                      |                                      |                                      |                                      |                                      |                                      |                                      |                                      |                                      |                                      |                                      |                                      |                                      |                                      |                                      |                                      |                                      |                                      |                                      |                                      |                                      |                                      |                                      |                                      |                                      |                                      |                           |                           |                           |
| Etapa Nacional: Semifinal                 |                                      |                                      |                                      |                                      |                                      |                                      |                                      |                                      |                                      |                                      |                                      |                                      |                                      |                                      |                                      |                                      |                                      |                                      |                                      |                                      |                                      |                                      |                                      |                                      |                                      |                                      |                                      |                                      |                                      |                                      |                                      |                                      |                                      |                                      |                                      |                                      |                                      |                                      |                                      |                           |                           |                           |
| 30-11-2014                                | Sesquicentenario                     | Sechura                              | Defensor La Bocana                   | 5-1                                  | Sport Loreto                         |                                      |                                      |                                      |                                      |                                      |                                      |                                      |                                      |                                      |                                      |                                      |                                      |                                      |                                      |                                      |                                      |                                      |                                      |                                      |                                      |                                      |                                      |                                      |                                      |                                      |                                      |                                      |                                      |                                      |                                      |                                      |                                      |                                      |                                      |                           |                           |                           |
| 07-12-2014                                | Aliardo Soria                        | Pucallpa                             | Sport Loreto                         | 6-1                                  | Defensor La Bocana                   |                                      |                                      |                                      |                                      |                                      |                                      |                                      |                                      |                                      |                                      |                                      |                                      |                                      |                                      |                                      |                                      |                                      |                                      |                                      |                                      |                                      |                                      |                                      |                                      |                                      |                                      |                                      |                                      |                                      |                                      |                                      |                                      |                                      |                                      |                           |                           |                           |
| Gran Finalísima                           |                                      |                                      |                                      |                                      |                                      |                                      |                                      |                                      |                                      |                                      |                                      |                                      |                                      |                                      |                                      |                                      |                                      |                                      |                                      |                                      |                                      |                                      |                                      |                                      |                                      |                                      |                                      |                                      |                                      |                                      |                                      |                                      |                                      |                                      |                                      |                                      |                                      |                                      |                                      |                           |                           |                           |
| 15-12-2014                                | Aliardo Soria                        | Pucallpa                             | Sport Loreto                         | 4-1                                  | Unión Fuerza Minera                  |                                      |                                      |                                      |                                      |                                      |                                      |                                      |                                      |                                      |                                      |                                      |                                      |                                      |                                      |                                      |                                      |                                      |                                      |                                      |                                      |                                      |                                      |                                      |                                      |                                      |                                      |                                      |                                      |                                      |                                      |                                      |                                      |                                      |                                      |                           |                           |                           |
| 21-12-2014                                | Guillermo Briceño                    | Juliaca                              | Unión Fuerza Minera                  | 1-0                                  | Sport Loreto                         |                                      |                                      |                                      |                                      |                                      |                                      |                                      |                                      |                                      |                                      |                                      |                                      |                                      |                                      |                                      |                                      |                                      |                                      |                                      |                                      |                                      |                                      |                                      |                                      |                                      |                                      |                                      |                                      |                                      |                                      |                                      |                                      |                                      |                                      |                           |                           |                           |
| Sport Loreto Campeón de la Copa Perú 2014 |                                      |                                      |                                      |                                      |                                      |                                      |                                      |                                      |                                      |                                      |                                      |                                      |                                      |                                      |                                      |                                      |                                      |                                      |                                      |                                      |                                      |                                      |                                      |                                      |                                      |                                      |                                      |                                      |                                      |                                      |                                      |                                      |                                      |                                      |                                      |                                      |                                      |                                      |                                      |                           |                           |                           |

## Goleadores (Etapa Nacional)
Simbología:

: Goles anotados.

| Jugador               | Equipo              | Goles anotados |
| --------------------- | ------------------- | -------------- |
| Diego Mayora          | Sport Loreto        | 10             |
| Héctor Zeta           | Unión Fuerza Minera | 8              |
| Adhemir Villavicencio | Unión Fuerza Minera | 8              |
| Amílcar Lobón         | Sport Águila        | 7              |
| Yordy Reyes           | Defensor La Bocana  | 6              |
| Diego Escuza          | Sportivo Cariocos   | 3              |
| Alfredo Zapata        | Defensor La Bocana  | 3              |
| Edinho Terrones       | Sport Loreto        | 3              |
| Walter Portugal       | Unión Fuerza Minera | 3              |